# Coelophysis bauri
Coelophysis (il cui nome significa "forma cava", in riferimento alla forma cava delle sue vertebre) è un genere estinto di dinosauro teropode coelophyside vissuto nel Triassico superiore (Norico), in quello che oggi è il sud-ovest degli Stati Uniti, il Sudafrica e lo Zimbabwe. Sebbene il numero di specie attribuite al genere sia piuttosto variabile a seconda dell'autore, gli studi più recenti indicherebbero che il genere contenga una singola specie, C. bauri, originariamente attribuita al genere Coelurus da Edward Drinker Cope, nel 1887, e descritta da quest'ultimo nel 1889. I nomi Longosaurus e Rioarribasaurus sono sinonimi di Coelophysis. Anche un altro genere di coelophyside, Megapnosaurus, è considerato un sinonimo del genere, sebbene studi più recenti ne abbiano re-autenticato la validità.
Coelophysis era un piccolo carnivoro bipede, di corporatura snella, che poteva raggiungere una lunghezza massima di 3 metri (9,8 piedi). È uno dei generi di dinosauro più antichi conosciuti, i cui resti fossili sono stati ritrovati in varie parti del mondo, in formazioni risalenti al tardo Triassico e al primo Giurassico. Si tratta inoltre di uno dei generi di dinosauri meglio conosciuti, grazie all'abbondanza di esemplari fossili.

## Descrizione

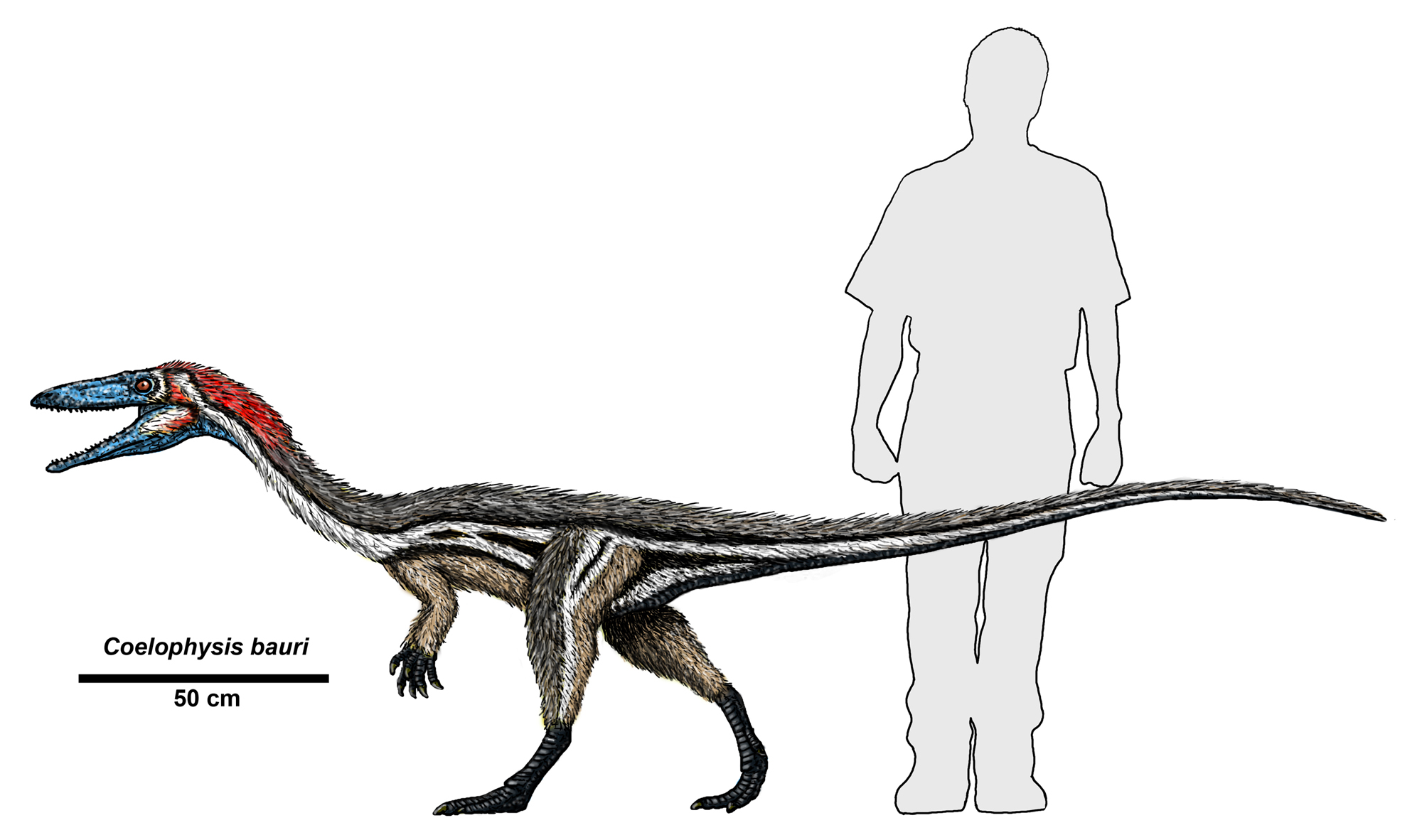
Dimensioni e ricostruzione di C. bauri, a confronto con un uomo

Coelophysis è uno dei generi di dinosauri meglio conosciuti grazia all'abbondanza di esemplari fossili appartenenti alla specie C. bauri, rivelando che si trattava di un dinosauro di costituzione leggera che poteva raggiungere anche i 3 metri (9,8 piedi) di lunghezza, per un'altezza ai fianchi di poco più di un metro. Gregory Scott Paul (1988) stimò il peso della forma gracile a 15 kg (33 libbre) e il peso della forma robusta a 20 kg (44 libbre), il che indicherebbe un animale leggero, agile e veloce. Nonostante fosse uno dei più antichi dinosauri conosciuti, la sua morfologia era già molto avanzata rispetto a creature come Herrerasaurus ed Eoraptor. Il busto di Coelophysis è conforme alla forma base del corpo dei teropodi, mentre la cintura scapolare mostra alcune caratteristiche distintive: C. bauri aveva una furcula, presente in tutti i teropodi evoluti e negli uccelli, ed è il primo esempio conosciuto in un dinosauro così antico. Coelophysis conservava anche la condizione ancestrale di possedere quattro dita sulla mano, sebbene solo tre fossero funzionanti, mentre il quarto era, probabilmente, inglobato nei tessuti della mano.
Coelophysis aveva fianchi stretti, arti anteriori adattati per afferrare le prede e piedi stretti. Anche il bacino e gli arti posteriori sono lievi variazioni del piano corporeo base dei teropodi, presentando un cotile aperto e arti dritti sotto il corpo, caratteristiche che definiscono Dinosauria. Gli arti posteriori terminavano in un piede a tre dita, con un alluce rialzato che fungeva da sperone. Il collo e la coda erano lunghi e sottili, e quest'ultima presentava una struttura insolita all'interno delle prezigapofisi delle vertebre caudali, che formavano un reticolo semirigido, dando più rigidità alla coda e limitandone il movimento verticale.

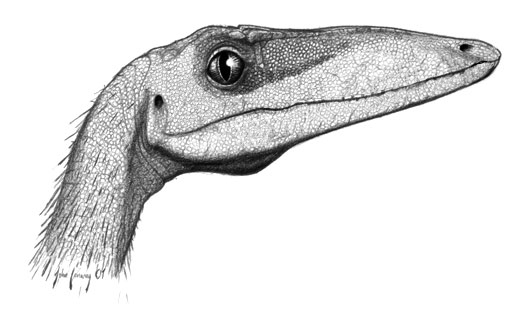
Primo piano della testa di C. bauri

L'animale aveva una testa lunga e stretta (circa 270 millimetri), con grandi occhi rivolti in avanti che gli conferivano una visione stereoscopica e, di conseguenza, un'eccellente percezione della profondità. Rinehart et al. (2004) hanno descritto l'anello sclerotico completo trovato in un giovane C. bauri (esemplare NMMNH P-4200), e lo hanno confrontato con i dati sugli anelli sclerotici di rettili e uccelli e hanno concluso che Coelophysis era un predatore diurno, che faceva primariamente uso della vista durante la caccia. Lo studio ha anche rivelato che la visione di Coelophysis era superiore alla visione della maggior parte delle lucertole ed era paragonabile a quella dei moderni rapaci, con un alto potere di accomodamento. I dati suggeriscono anche una scarsa visione notturna, il che significherebbe che questo dinosauro aveva una pupilla rotonda piuttosto che a taglio.
Il muso era allungato e dotato di grandi fenestre che aiutavano a ridurre il peso del cranio, mentre stretti montanti di ossa preservavano l'integrità strutturale del cranio. Il collo aveva una curva sigmoidea pronunciata. Sebbene si abbiano crani completi di scatola cranica, in C. bauri, vi si è potuto ricavare ben pochi dati poiché il cranio di molti individui è schiacciato. A differenza di altri teropodi, gli ornamenti cranici di Coelophysis non si trovavano nella parte superiore del cranio, ma sul margine dorsolaterale delle ossa nasali e lacrimali nel cranio dove erano presenti delle creste ossee basse e sollevate lateralmente, direttamente sopra la fenestra antorbitale.

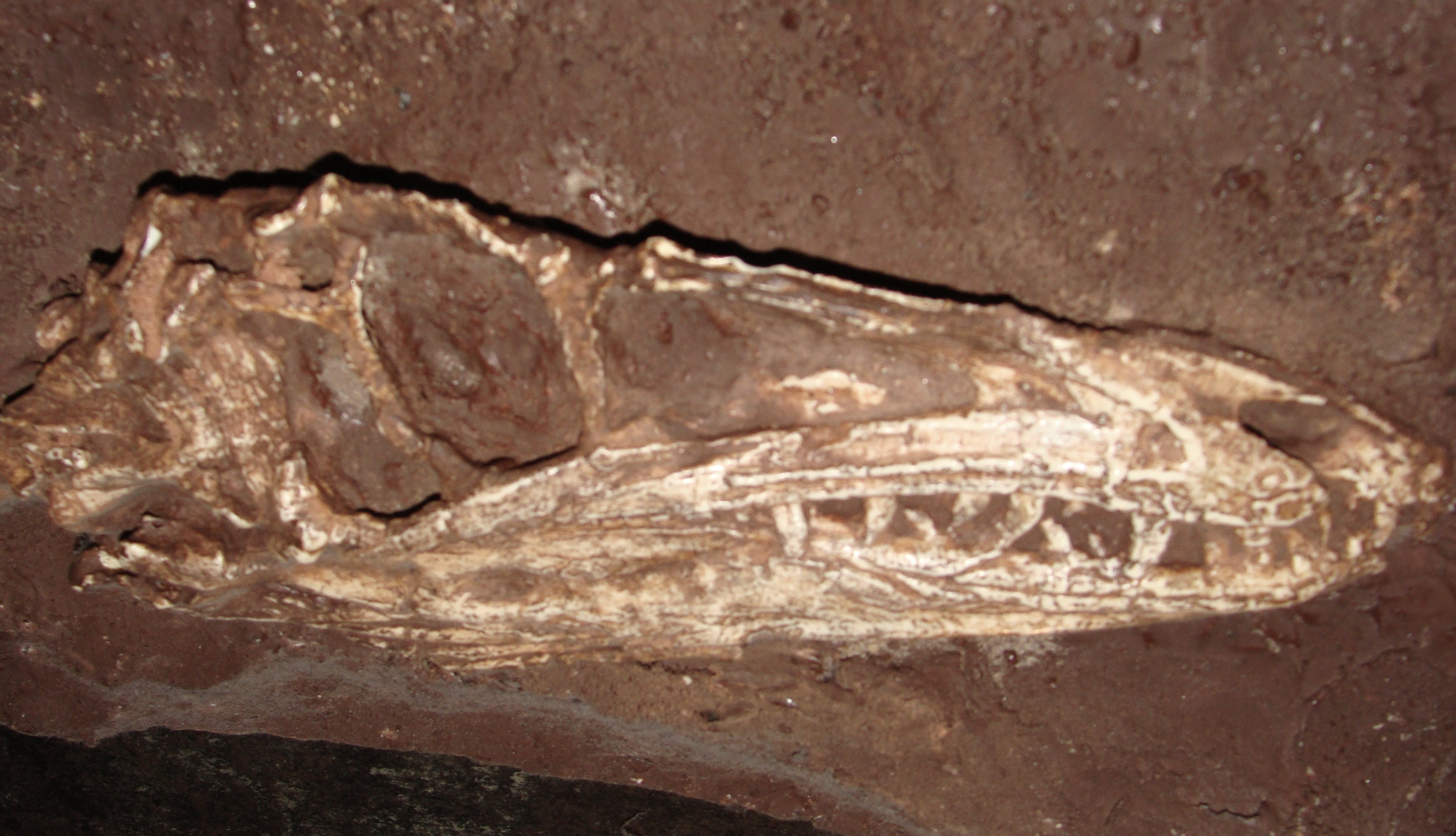
Cranio di C. bauri, al Museo di storia naturale di Londra

Una diagnosi è una dichiarazione delle caratteristiche anatomiche di un organismo (o gruppo) che lo distinguono collettivamente da tutti gli altri organismi. Alcune, ma non tutte, le caratteristiche di una diagnosi sono anche autapomorfie. Un'autapomorfia è una caratteristica anatomica distintiva che è unica per un dato organismo o gruppo. Secondo Ezcurra (2007) e Bristowe e Raath (2004) Coelophysis può essere distinto in base alle seguenti caratteristiche: l'assenza di un processo rostrale sfalsato della mascella; il quadrato è fortemente caudale; una piccola finestra mandibolare esterna, che è il 9-10% della lunghezza mandibolare; e la lunghezza anteroposteriore del processo lacrimale ventrale è maggiore del 30% della sua altezza.
Diversi paleontologi considerano Coelophysis bauri essere lo stesso dinosauro di Coelophysis rhodesiensis (precedentemente Syntarsus o, alternativamente, Megapnosaurus), tuttavia ciò è stato confutato da quanto segue: Downs (2000) ha concluso che C. bauri differisce da C. rhodesiensis nella lunghezza cervicale, prossimale e proporzioni distali degli arti posteriori e dell'anatomia vertebrale caudale prossimale; Tykoski e Rowe (2004) hanno concluso che C. bauri differisce da C. rhodesiensis in quanto manca di una fossa alla base del processo nasale della premascella; e Bristowe e Raath (2004) hanno concluso che C. bauri differisce da C. rhodesiensis nell'avere una fila di denti mascellari più lunga.

## Classificazione

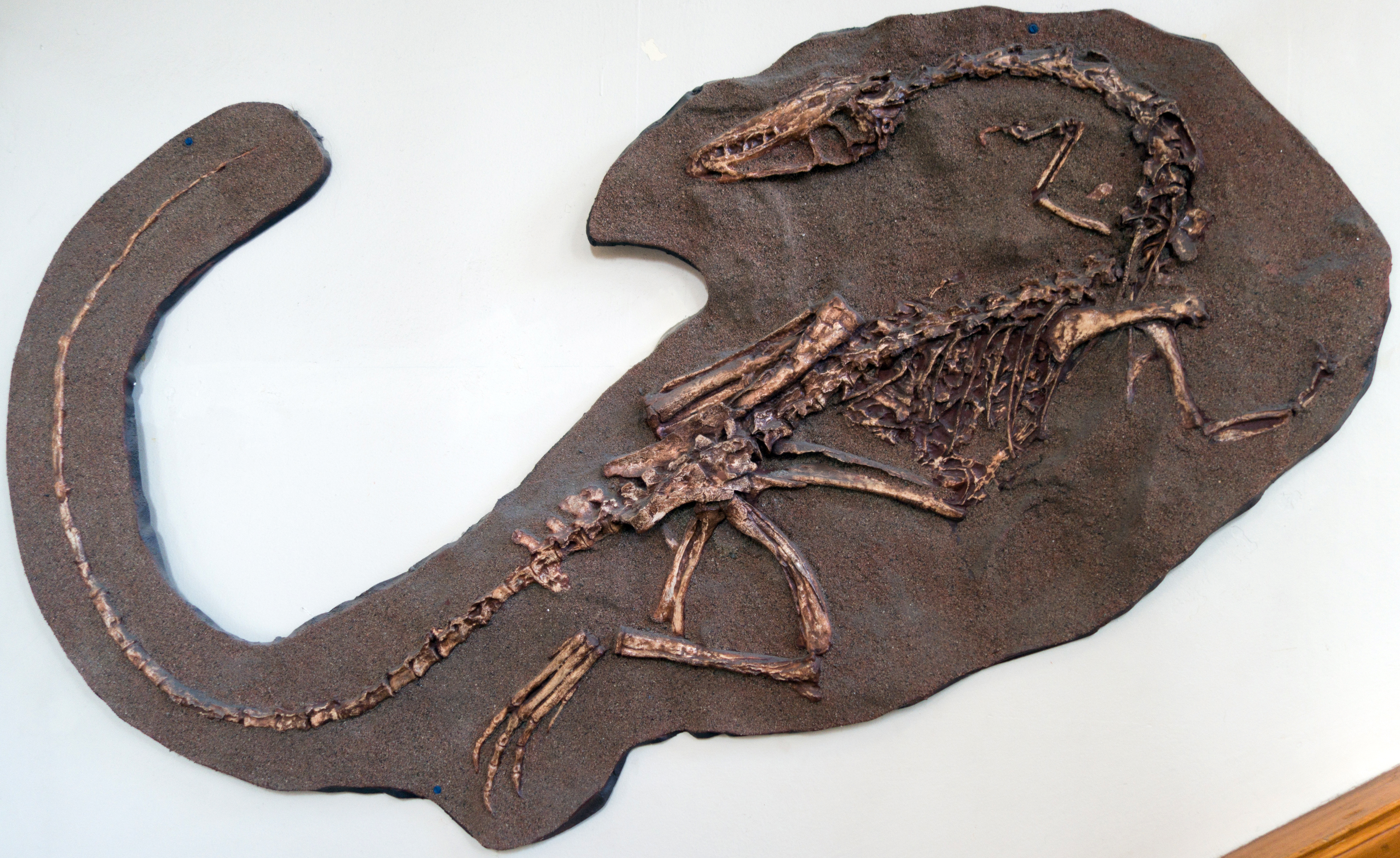
Replica dell'esemplare neotipo AMNH FR 7224, al Redpath Museum

Coelophysis è un genere tassonomico possibilmente composto da due specie: la specie tipo C. bauri e la possibile specie C. rhodesiensis (quest'ultima potrebbe in realtà rappresentare il genere Megapnosaurus). Altre due specie furono descritte da Cope, C. longicollis e C. willistoni, ma non sono considerate valide e sono ritenute attualmente sinonimi di C. bauri. La specie C. rhodesiensis, proveniente dal Giurassico inferiore dello Zimbabwe, fa probabilmente parte di questo complesso generico. Una terza possibile specie è Coelophysis kayentakatae, precedentemente riferita al genere Megapnosaurus. Tuttavia, i pareri sul numero e sulla validità delle specie di Coelophysis varia da autore ad autore.
Nei primi anni novanta vi fu un dibattito riguardante le caratteristiche diagnostiche dei primi esemplari rinvenuti in confronto agli esemplari della cava di Ghost Ranch. Alcuni paleontologi erano dell'opinione che gli esemplari originali non fossero diagnostici e, quindi, che il nome C. bauri non potesse essere applicato a nessun esemplare aggiuntivo. Pertanto agli esemplari di Ghost Ranch venne dato il nome Rioarribasaurus. Tuttavia, dal momento che gli esemplari di Ghost Ranch erano ormai conosciuti come Coelophysis nella maggior parte della letteratura scientifica, sarebbe stato scomodo per i ricercatori usare il nome Rioarribasaurus, pertanto venne presentata una petizione per trasferire l'esemplare tipo di Coelophysis dal frammentario esemplare originale ad uno degli esemplari meglio conservati di Ghost Ranch. Ciò renderebbe definitivamente Rioarribasaurus un sinonimo di Coelophysis, in particolare un sinonimo oggettivo junior. Alla fine, la International Commission on Zoological Nomenclature (ICZN) approvò questa mozione, sbarazzarsi del tutto del nome Rioarribasaurus, dichiarandolo un nomen rejectum ("nome rifiutato"), mentre Coelophysis venne eletto a nomen conservandum ("nome da conservare").
In una situazione che interessa molti taxa di dinosauri, alcuni fossili scoperti in seguito vennero originariamente classificati come nuovi generi, anche se in realtà potrebbero rappresentare una specie di Coelophysis. Ad esempio, la scoperta del 1911 del Prof. Mignon Talbot, nominata Podokesaurus holyokensis, è stata a lungo considerata correlata a Coelophysis, e alcuni scienziati moderni considerano Podokesaurus un sinonimo di Coelophysis. Un altro esemplare della Formazione di Portland del bacino di Hartford, ora al Boston Museum of Science, è stato riferito a Coelophysis. Questo esemplare è costituito da calchi in arenaria di un pube, una tibia, tre costole e una possibile vertebra, e proviene, probabilmente, da una cava a Middletown, Connecticut. Tuttavia, sia l'esemplare tipo di Podokesaurus che l'esemplare di Middletown sono generalmente considerati teropodi indeterminati.
Nel 1999, Sullivan e Lucas (1999) suggerirono che l'esemplare tipo originale (AMNH 2706) era riferibile a quello che era ritenuto essere un celofisoide appena scoperto, Eucoelophysis baldwini. Tuttavia, ulteriori studi hanno dimostrato che Eucoelophysis è in realtà un ornitodiro basale, forse nemmeno un dinosauro, imparentato con l'enigmatico Silesaurus.
Il genere Syntarsus venne nominato da Raath, nel 1969, per la specie tipo Syntarsus rhodesiensis dall'Africa, e successivamente applicato ai resti nordamericani, nominati Syntarsus kayentakatae. Il genere venne poi ribattezzato dall'entomologo americano Dr. Michael Ivie (Montana State University di Bozeman), dal polacco australiano Dr. Adam Ślipiński e dal polacco Dr. Piotr Węgrzynowicz (Muzeum Ewolucji Instytutu Zoologii PAN di Varsavia), i tre scienziati che hanno scoperto che il nome del genere Syntarsus era già stato usato per un coleottero colydiine descritto nel 1869. A molti paleontologi non piaceva la denominazione Megapnosaurus, in parte perché ci si aspetta generalmente che i tassonomisti permettano agli autori originali di un nome di correggere eventuali errori nel loro lavoro. Raath era a conoscenza dell'omonimia tra il dinosauro Syntarsus e lo scarabeo Syntarsus, ma il gruppo che nominò Megapnosaurus fu portato a credere che Raath fosse deceduto e quindi incapace di correggere il suo errore, e procedette di conseguenza. Mortimer (2012) ha sottolineato che "i paleontologi avrebbero potuto reagire in modo più positivo se il nome sostitutivo (Megapnosaurus) non fosse stato così ironico, traducendosi, infatti, in "grande lucertola morta". Yates (2005) analizzò Coelophysis e Megapnosaurus, concludendo che i due generi sono quasi identici, e suggerì che Megapnosaurus fosse probabilmente sinonimo di Coelophysis. Nel 2004, Raath è stato coautore di due articoli in cui sosteneva che Megapnosaurus (precedentemente Syntarsus) fosse un sinonimo junior di Coelophysis. Megapnosaurus venne considerato da Paul (1988) e Downs (2000) come congenerico con Coelophysis. Poi, nel 1993, Paul suggerì che Coelophysis dovesse essere collocato in Megapnosaurus (allora noto come Syntarsus) per aggirare la suddetta confusione tassonomica. Downs (2000) esaminò Camposaurus e concluse che si trattava di un sinonimo junior di Coelophysis, a causa della sua somiglianza con alcuni esemplari di Coelophysis di Ghost Ranch. Tuttavia, una rivalutazione dell'olotipo di Camposaurus di Martin Ezcurra e Stephen Brusatte pubblicata nel 2011 ha rivelato una coppia di autapomorfie nell'olotipo, indicando che C. arizonensis non era sinonimo di C. bauri, sebbene fosse un parente stretto di C. rodesensis.
Di seguito è riportato un cladogramma sui primi teropodi, basato sull'analisi filogenetica condotta da Sues et al. (2011):
|  | Staurikosaurus                                                 |
|  |                                                                |
|  | \| \| Herrerasaurus \| \| \| \| \| \| Chindesaurus \| \| \| \| |
|  |                                                                |
|  | Herrerasaurus                                                  |
|  |                                                                |
|  | Chindesaurus                                                   |
|  |                                                                |

|  | Herrerasaurus |
|  |               |
|  | Chindesaurus  |
|  |               |

|  | Megapnosaurus |
|  |               |
|  | Coelophysis   |
|  |               |

|  | Cryolophosaurus                                                       |
|  |                                                                       |
|  | \| \| Dilophosaurus \| \| \| \| \| \| Teropodi giurassici \| \| \| \| |
|  |                                                                       |
|  | Dilophosaurus                                                         |
|  |                                                                       |
|  | Teropodi giurassici                                                   |
|  |                                                                       |

|  | Dilophosaurus       |
|  |                     |
|  | Teropodi giurassici |
|  |                     |

|  | Cryolophosaurus                                                       |
|  |                                                                       |
|  | \| \| Dilophosaurus \| \| \| \| \| \| Teropodi giurassici \| \| \| \| |
|  |                                                                       |
|  | Dilophosaurus                                                         |
|  |                                                                       |
|  | Teropodi giurassici                                                   |
|  |                                                                       |

|  | Dilophosaurus       |
|  |                     |
|  | Teropodi giurassici |
|  |                     |

|  | Cryolophosaurus                                                       |
|  |                                                                       |
|  | \| \| Dilophosaurus \| \| \| \| \| \| Teropodi giurassici \| \| \| \| |
|  |                                                                       |
|  | Dilophosaurus                                                         |
|  |                                                                       |
|  | Teropodi giurassici                                                   |
|  |                                                                       |

|  | Dilophosaurus       |
|  |                     |
|  | Teropodi giurassici |
|  |                     |

|  | Cryolophosaurus                                                       |
|  |                                                                       |
|  | \| \| Dilophosaurus \| \| \| \| \| \| Teropodi giurassici \| \| \| \| |
|  |                                                                       |
|  | Dilophosaurus                                                         |
|  |                                                                       |
|  | Teropodi giurassici                                                   |
|  |                                                                       |

|  | Dilophosaurus       |
|  |                     |
|  | Teropodi giurassici |
|  |                     |

|  | Megapnosaurus |
|  |               |
|  | Coelophysis   |
|  |               |

|  | Cryolophosaurus                                                       |
|  |                                                                       |
|  | \| \| Dilophosaurus \| \| \| \| \| \| Teropodi giurassici \| \| \| \| |
|  |                                                                       |
|  | Dilophosaurus                                                         |
|  |                                                                       |
|  | Teropodi giurassici                                                   |
|  |                                                                       |

|  | Dilophosaurus       |
|  |                     |
|  | Teropodi giurassici |
|  |                     |

|  | Cryolophosaurus                                                       |
|  |                                                                       |
|  | \| \| Dilophosaurus \| \| \| \| \| \| Teropodi giurassici \| \| \| \| |
|  |                                                                       |
|  | Dilophosaurus                                                         |
|  |                                                                       |
|  | Teropodi giurassici                                                   |
|  |                                                                       |

|  | Dilophosaurus       |
|  |                     |
|  | Teropodi giurassici |
|  |                     |

|  | Cryolophosaurus                                                       |
|  |                                                                       |
|  | \| \| Dilophosaurus \| \| \| \| \| \| Teropodi giurassici \| \| \| \| |
|  |                                                                       |
|  | Dilophosaurus                                                         |
|  |                                                                       |
|  | Teropodi giurassici                                                   |
|  |                                                                       |

|  | Dilophosaurus       |
|  |                     |
|  | Teropodi giurassici |
|  |                     |

|  | Cryolophosaurus                                                       |
|  |                                                                       |
|  | \| \| Dilophosaurus \| \| \| \| \| \| Teropodi giurassici \| \| \| \| |
|  |                                                                       |
|  | Dilophosaurus                                                         |
|  |                                                                       |
|  | Teropodi giurassici                                                   |
|  |                                                                       |

|  | Dilophosaurus       |
|  |                     |
|  | Teropodi giurassici |
|  |                     |

|  | Megapnosaurus |
|  |               |
|  | Coelophysis   |
|  |               |

|  | Cryolophosaurus                                                       |
|  |                                                                       |
|  | \| \| Dilophosaurus \| \| \| \| \| \| Teropodi giurassici \| \| \| \| |
|  |                                                                       |
|  | Dilophosaurus                                                         |
|  |                                                                       |
|  | Teropodi giurassici                                                   |
|  |                                                                       |

|  | Dilophosaurus       |
|  |                     |
|  | Teropodi giurassici |
|  |                     |

|  | Cryolophosaurus                                                       |
|  |                                                                       |
|  | \| \| Dilophosaurus \| \| \| \| \| \| Teropodi giurassici \| \| \| \| |
|  |                                                                       |
|  | Dilophosaurus                                                         |
|  |                                                                       |
|  | Teropodi giurassici                                                   |
|  |                                                                       |

|  | Dilophosaurus       |
|  |                     |
|  | Teropodi giurassici |
|  |                     |

|  | Cryolophosaurus                                                       |
|  |                                                                       |
|  | \| \| Dilophosaurus \| \| \| \| \| \| Teropodi giurassici \| \| \| \| |
|  |                                                                       |
|  | Dilophosaurus                                                         |
|  |                                                                       |
|  | Teropodi giurassici                                                   |
|  |                                                                       |

|  | Dilophosaurus       |
|  |                     |
|  | Teropodi giurassici |
|  |                     |

|  | Cryolophosaurus                                                       |
|  |                                                                       |
|  | \| \| Dilophosaurus \| \| \| \| \| \| Teropodi giurassici \| \| \| \| |
|  |                                                                       |
|  | Dilophosaurus                                                         |
|  |                                                                       |
|  | Teropodi giurassici                                                   |
|  |                                                                       |

|  | Dilophosaurus       |
|  |                     |
|  | Teropodi giurassici |
|  |                     |

|  | Megapnosaurus |
|  |               |
|  | Coelophysis   |
|  |               |

|  | Cryolophosaurus                                                       |
|  |                                                                       |
|  | \| \| Dilophosaurus \| \| \| \| \| \| Teropodi giurassici \| \| \| \| |
|  |                                                                       |
|  | Dilophosaurus                                                         |
|  |                                                                       |
|  | Teropodi giurassici                                                   |
|  |                                                                       |

|  | Dilophosaurus       |
|  |                     |
|  | Teropodi giurassici |
|  |                     |

|  | Cryolophosaurus                                                       |
|  |                                                                       |
|  | \| \| Dilophosaurus \| \| \| \| \| \| Teropodi giurassici \| \| \| \| |
|  |                                                                       |
|  | Dilophosaurus                                                         |
|  |                                                                       |
|  | Teropodi giurassici                                                   |
|  |                                                                       |

|  | Dilophosaurus       |
|  |                     |
|  | Teropodi giurassici |
|  |                     |

|  | Cryolophosaurus                                                       |
|  |                                                                       |
|  | \| \| Dilophosaurus \| \| \| \| \| \| Teropodi giurassici \| \| \| \| |
|  |                                                                       |
|  | Dilophosaurus                                                         |
|  |                                                                       |
|  | Teropodi giurassici                                                   |
|  |                                                                       |

|  | Dilophosaurus       |
|  |                     |
|  | Teropodi giurassici |
|  |                     |

|  | Cryolophosaurus                                                       |
|  |                                                                       |
|  | \| \| Dilophosaurus \| \| \| \| \| \| Teropodi giurassici \| \| \| \| |
|  |                                                                       |
|  | Dilophosaurus                                                         |
|  |                                                                       |
|  | Teropodi giurassici                                                   |
|  |                                                                       |

|  | Dilophosaurus       |
|  |                     |
|  | Teropodi giurassici |
|  |                     |

|  | Megapnosaurus |
|  |               |
|  | Coelophysis   |
|  |               |

|  | Cryolophosaurus                                                       |
|  |                                                                       |
|  | \| \| Dilophosaurus \| \| \| \| \| \| Teropodi giurassici \| \| \| \| |
|  |                                                                       |
|  | Dilophosaurus                                                         |
|  |                                                                       |
|  | Teropodi giurassici                                                   |
|  |                                                                       |

|  | Dilophosaurus       |
|  |                     |
|  | Teropodi giurassici |
|  |                     |

|  | Cryolophosaurus                                                       |
|  |                                                                       |
|  | \| \| Dilophosaurus \| \| \| \| \| \| Teropodi giurassici \| \| \| \| |
|  |                                                                       |
|  | Dilophosaurus                                                         |
|  |                                                                       |
|  | Teropodi giurassici                                                   |
|  |                                                                       |

|  | Dilophosaurus       |
|  |                     |
|  | Teropodi giurassici |
|  |                     |

|  | Cryolophosaurus                                                       |
|  |                                                                       |
|  | \| \| Dilophosaurus \| \| \| \| \| \| Teropodi giurassici \| \| \| \| |
|  |                                                                       |
|  | Dilophosaurus                                                         |
|  |                                                                       |
|  | Teropodi giurassici                                                   |
|  |                                                                       |

|  | Dilophosaurus       |
|  |                     |
|  | Teropodi giurassici |
|  |                     |

|  | Cryolophosaurus                                                       |
|  |                                                                       |
|  | \| \| Dilophosaurus \| \| \| \| \| \| Teropodi giurassici \| \| \| \| |
|  |                                                                       |
|  | Dilophosaurus                                                         |
|  |                                                                       |
|  | Teropodi giurassici                                                   |
|  |                                                                       |

|  | Dilophosaurus       |
|  |                     |
|  | Teropodi giurassici |
|  |                     |

|  | Megapnosaurus |
|  |               |
|  | Coelophysis   |
|  |               |

|  | Cryolophosaurus                                                       |
|  |                                                                       |
|  | \| \| Dilophosaurus \| \| \| \| \| \| Teropodi giurassici \| \| \| \| |
|  |                                                                       |
|  | Dilophosaurus                                                         |
|  |                                                                       |
|  | Teropodi giurassici                                                   |
|  |                                                                       |

|  | Dilophosaurus       |
|  |                     |
|  | Teropodi giurassici |
|  |                     |

|  | Cryolophosaurus                                                       |
|  |                                                                       |
|  | \| \| Dilophosaurus \| \| \| \| \| \| Teropodi giurassici \| \| \| \| |
|  |                                                                       |
|  | Dilophosaurus                                                         |
|  |                                                                       |
|  | Teropodi giurassici                                                   |
|  |                                                                       |

|  | Dilophosaurus       |
|  |                     |
|  | Teropodi giurassici |
|  |                     |

|  | Cryolophosaurus                                                       |
|  |                                                                       |
|  | \| \| Dilophosaurus \| \| \| \| \| \| Teropodi giurassici \| \| \| \| |
|  |                                                                       |
|  | Dilophosaurus                                                         |
|  |                                                                       |
|  | Teropodi giurassici                                                   |
|  |                                                                       |

|  | Dilophosaurus       |
|  |                     |
|  | Teropodi giurassici |
|  |                     |

|  | Cryolophosaurus                                                       |
|  |                                                                       |
|  | \| \| Dilophosaurus \| \| \| \| \| \| Teropodi giurassici \| \| \| \| |
|  |                                                                       |
|  | Dilophosaurus                                                         |
|  |                                                                       |
|  | Teropodi giurassici                                                   |
|  |                                                                       |

|  | Dilophosaurus       |
|  |                     |
|  | Teropodi giurassici |
|  |                     |

|  | Megapnosaurus |
|  |               |
|  | Coelophysis   |
|  |               |

|  | Cryolophosaurus                                                       |
|  |                                                                       |
|  | \| \| Dilophosaurus \| \| \| \| \| \| Teropodi giurassici \| \| \| \| |
|  |                                                                       |
|  | Dilophosaurus                                                         |
|  |                                                                       |
|  | Teropodi giurassici                                                   |
|  |                                                                       |

|  | Dilophosaurus       |
|  |                     |
|  | Teropodi giurassici |
|  |                     |

|  | Cryolophosaurus                                                       |
|  |                                                                       |
|  | \| \| Dilophosaurus \| \| \| \| \| \| Teropodi giurassici \| \| \| \| |
|  |                                                                       |
|  | Dilophosaurus                                                         |
|  |                                                                       |
|  | Teropodi giurassici                                                   |
|  |                                                                       |

|  | Dilophosaurus       |
|  |                     |
|  | Teropodi giurassici |
|  |                     |

|  | Cryolophosaurus                                                       |
|  |                                                                       |
|  | \| \| Dilophosaurus \| \| \| \| \| \| Teropodi giurassici \| \| \| \| |
|  |                                                                       |
|  | Dilophosaurus                                                         |
|  |                                                                       |
|  | Teropodi giurassici                                                   |
|  |                                                                       |

|  | Dilophosaurus       |
|  |                     |
|  | Teropodi giurassici |
|  |                     |

|  | Cryolophosaurus                                                       |
|  |                                                                       |
|  | \| \| Dilophosaurus \| \| \| \| \| \| Teropodi giurassici \| \| \| \| |
|  |                                                                       |
|  | Dilophosaurus                                                         |
|  |                                                                       |
|  | Teropodi giurassici                                                   |
|  |                                                                       |

|  | Dilophosaurus       |
|  |                     |
|  | Teropodi giurassici |
|  |                     |

|  | Megapnosaurus |
|  |               |
|  | Coelophysis   |
|  |               |

|  | Cryolophosaurus                                                       |
|  |                                                                       |
|  | \| \| Dilophosaurus \| \| \| \| \| \| Teropodi giurassici \| \| \| \| |
|  |                                                                       |
|  | Dilophosaurus                                                         |
|  |                                                                       |
|  | Teropodi giurassici                                                   |
|  |                                                                       |

|  | Dilophosaurus       |
|  |                     |
|  | Teropodi giurassici |
|  |                     |

|  | Cryolophosaurus                                                       |
|  |                                                                       |
|  | \| \| Dilophosaurus \| \| \| \| \| \| Teropodi giurassici \| \| \| \| |
|  |                                                                       |
|  | Dilophosaurus                                                         |
|  |                                                                       |
|  | Teropodi giurassici                                                   |
|  |                                                                       |

|  | Dilophosaurus       |
|  |                     |
|  | Teropodi giurassici |
|  |                     |

|  | Cryolophosaurus                                                       |
|  |                                                                       |
|  | \| \| Dilophosaurus \| \| \| \| \| \| Teropodi giurassici \| \| \| \| |
|  |                                                                       |
|  | Dilophosaurus                                                         |
|  |                                                                       |
|  | Teropodi giurassici                                                   |
|  |                                                                       |

|  | Dilophosaurus       |
|  |                     |
|  | Teropodi giurassici |
|  |                     |

|  | Cryolophosaurus                                                       |
|  |                                                                       |
|  | \| \| Dilophosaurus \| \| \| \| \| \| Teropodi giurassici \| \| \| \| |
|  |                                                                       |
|  | Dilophosaurus                                                         |
|  |                                                                       |
|  | Teropodi giurassici                                                   |
|  |                                                                       |

|  | Dilophosaurus       |
|  |                     |
|  | Teropodi giurassici |
|  |                     |

|  | Megapnosaurus |
|  |               |
|  | Coelophysis   |
|  |               |

|  | Cryolophosaurus                                                       |
|  |                                                                       |
|  | \| \| Dilophosaurus \| \| \| \| \| \| Teropodi giurassici \| \| \| \| |
|  |                                                                       |
|  | Dilophosaurus                                                         |
|  |                                                                       |
|  | Teropodi giurassici                                                   |
|  |                                                                       |

|  | Dilophosaurus       |
|  |                     |
|  | Teropodi giurassici |
|  |                     |

|  | Cryolophosaurus                                                       |
|  |                                                                       |
|  | \| \| Dilophosaurus \| \| \| \| \| \| Teropodi giurassici \| \| \| \| |
|  |                                                                       |
|  | Dilophosaurus                                                         |
|  |                                                                       |
|  | Teropodi giurassici                                                   |
|  |                                                                       |

|  | Dilophosaurus       |
|  |                     |
|  | Teropodi giurassici |
|  |                     |

|  | Cryolophosaurus                                                       |
|  |                                                                       |
|  | \| \| Dilophosaurus \| \| \| \| \| \| Teropodi giurassici \| \| \| \| |
|  |                                                                       |
|  | Dilophosaurus                                                         |
|  |                                                                       |
|  | Teropodi giurassici                                                   |
|  |                                                                       |

|  | Dilophosaurus       |
|  |                     |
|  | Teropodi giurassici |
|  |                     |

|  | Cryolophosaurus                                                       |
|  |                                                                       |
|  | \| \| Dilophosaurus \| \| \| \| \| \| Teropodi giurassici \| \| \| \| |
|  |                                                                       |
|  | Dilophosaurus                                                         |
|  |                                                                       |
|  | Teropodi giurassici                                                   |
|  |                                                                       |

|  | Dilophosaurus       |
|  |                     |
|  | Teropodi giurassici |
|  |                     |

|  | Megapnosaurus |
|  |               |
|  | Coelophysis   |
|  |               |

|  | Cryolophosaurus                                                       |
|  |                                                                       |
|  | \| \| Dilophosaurus \| \| \| \| \| \| Teropodi giurassici \| \| \| \| |
|  |                                                                       |
|  | Dilophosaurus                                                         |
|  |                                                                       |
|  | Teropodi giurassici                                                   |
|  |                                                                       |

|  | Dilophosaurus       |
|  |                     |
|  | Teropodi giurassici |
|  |                     |

|  | Cryolophosaurus                                                       |
|  |                                                                       |
|  | \| \| Dilophosaurus \| \| \| \| \| \| Teropodi giurassici \| \| \| \| |
|  |                                                                       |
|  | Dilophosaurus                                                         |
|  |                                                                       |
|  | Teropodi giurassici                                                   |
|  |                                                                       |

|  | Dilophosaurus       |
|  |                     |
|  | Teropodi giurassici |
|  |                     |

|  | Cryolophosaurus                                                       |
|  |                                                                       |
|  | \| \| Dilophosaurus \| \| \| \| \| \| Teropodi giurassici \| \| \| \| |
|  |                                                                       |
|  | Dilophosaurus                                                         |
|  |                                                                       |
|  | Teropodi giurassici                                                   |
|  |                                                                       |

|  | Dilophosaurus       |
|  |                     |
|  | Teropodi giurassici |
|  |                     |

|  | Cryolophosaurus                                                       |
|  |                                                                       |
|  | \| \| Dilophosaurus \| \| \| \| \| \| Teropodi giurassici \| \| \| \| |
|  |                                                                       |
|  | Dilophosaurus                                                         |
|  |                                                                       |
|  | Teropodi giurassici                                                   |
|  |                                                                       |

|  | Dilophosaurus       |
|  |                     |
|  | Teropodi giurassici |
|  |                     |

|  | Megapnosaurus |
|  |               |
|  | Coelophysis   |
|  |               |

|  | Cryolophosaurus                                                       |
|  |                                                                       |
|  | \| \| Dilophosaurus \| \| \| \| \| \| Teropodi giurassici \| \| \| \| |
|  |                                                                       |
|  | Dilophosaurus                                                         |
|  |                                                                       |
|  | Teropodi giurassici                                                   |
|  |                                                                       |

|  | Dilophosaurus       |
|  |                     |
|  | Teropodi giurassici |
|  |                     |

|  | Cryolophosaurus                                                       |
|  |                                                                       |
|  | \| \| Dilophosaurus \| \| \| \| \| \| Teropodi giurassici \| \| \| \| |
|  |                                                                       |
|  | Dilophosaurus                                                         |
|  |                                                                       |
|  | Teropodi giurassici                                                   |
|  |                                                                       |

|  | Dilophosaurus       |
|  |                     |
|  | Teropodi giurassici |
|  |                     |

|  | Cryolophosaurus                                                       |
|  |                                                                       |
|  | \| \| Dilophosaurus \| \| \| \| \| \| Teropodi giurassici \| \| \| \| |
|  |                                                                       |
|  | Dilophosaurus                                                         |
|  |                                                                       |
|  | Teropodi giurassici                                                   |
|  |                                                                       |

|  | Dilophosaurus       |
|  |                     |
|  | Teropodi giurassici |
|  |                     |

|  | Cryolophosaurus                                                       |
|  |                                                                       |
|  | \| \| Dilophosaurus \| \| \| \| \| \| Teropodi giurassici \| \| \| \| |
|  |                                                                       |
|  | Dilophosaurus                                                         |
|  |                                                                       |
|  | Teropodi giurassici                                                   |
|  |                                                                       |

|  | Dilophosaurus       |
|  |                     |
|  | Teropodi giurassici |
|  |                     |

|  | Megapnosaurus |
|  |               |
|  | Coelophysis   |
|  |               |

|  | Cryolophosaurus                                                       |
|  |                                                                       |
|  | \| \| Dilophosaurus \| \| \| \| \| \| Teropodi giurassici \| \| \| \| |
|  |                                                                       |
|  | Dilophosaurus                                                         |
|  |                                                                       |
|  | Teropodi giurassici                                                   |
|  |                                                                       |

|  | Dilophosaurus       |
|  |                     |
|  | Teropodi giurassici |
|  |                     |

|  | Cryolophosaurus                                                       |
|  |                                                                       |
|  | \| \| Dilophosaurus \| \| \| \| \| \| Teropodi giurassici \| \| \| \| |
|  |                                                                       |
|  | Dilophosaurus                                                         |
|  |                                                                       |
|  | Teropodi giurassici                                                   |
|  |                                                                       |

|  | Dilophosaurus       |
|  |                     |
|  | Teropodi giurassici |
|  |                     |

|  | Cryolophosaurus                                                       |
|  |                                                                       |
|  | \| \| Dilophosaurus \| \| \| \| \| \| Teropodi giurassici \| \| \| \| |
|  |                                                                       |
|  | Dilophosaurus                                                         |
|  |                                                                       |
|  | Teropodi giurassici                                                   |
|  |                                                                       |

|  | Dilophosaurus       |
|  |                     |
|  | Teropodi giurassici |
|  |                     |

|  | Cryolophosaurus                                                       |
|  |                                                                       |
|  | \| \| Dilophosaurus \| \| \| \| \| \| Teropodi giurassici \| \| \| \| |
|  |                                                                       |
|  | Dilophosaurus                                                         |
|  |                                                                       |
|  | Teropodi giurassici                                                   |
|  |                                                                       |

|  | Dilophosaurus       |
|  |                     |
|  | Teropodi giurassici |
|  |                     |

|  | Megapnosaurus |
|  |               |
|  | Coelophysis   |
|  |               |

|  | Cryolophosaurus                                                       |
|  |                                                                       |
|  | \| \| Dilophosaurus \| \| \| \| \| \| Teropodi giurassici \| \| \| \| |
|  |                                                                       |
|  | Dilophosaurus                                                         |
|  |                                                                       |
|  | Teropodi giurassici                                                   |
|  |                                                                       |

|  | Dilophosaurus       |
|  |                     |
|  | Teropodi giurassici |
|  |                     |

|  | Cryolophosaurus                                                       |
|  |                                                                       |
|  | \| \| Dilophosaurus \| \| \| \| \| \| Teropodi giurassici \| \| \| \| |
|  |                                                                       |
|  | Dilophosaurus                                                         |
|  |                                                                       |
|  | Teropodi giurassici                                                   |
|  |                                                                       |

|  | Dilophosaurus       |
|  |                     |
|  | Teropodi giurassici |
|  |                     |

|  | Cryolophosaurus                                                       |
|  |                                                                       |
|  | \| \| Dilophosaurus \| \| \| \| \| \| Teropodi giurassici \| \| \| \| |
|  |                                                                       |
|  | Dilophosaurus                                                         |
|  |                                                                       |
|  | Teropodi giurassici                                                   |
|  |                                                                       |

|  | Dilophosaurus       |
|  |                     |
|  | Teropodi giurassici |
|  |                     |

|  | Cryolophosaurus                                                       |
|  |                                                                       |
|  | \| \| Dilophosaurus \| \| \| \| \| \| Teropodi giurassici \| \| \| \| |
|  |                                                                       |
|  | Dilophosaurus                                                         |
|  |                                                                       |
|  | Teropodi giurassici                                                   |
|  |                                                                       |

|  | Dilophosaurus       |
|  |                     |
|  | Teropodi giurassici |
|  |                     |

|  | Megapnosaurus |
|  |               |
|  | Coelophysis   |
|  |               |

|  | Cryolophosaurus                                                       |
|  |                                                                       |
|  | \| \| Dilophosaurus \| \| \| \| \| \| Teropodi giurassici \| \| \| \| |
|  |                                                                       |
|  | Dilophosaurus                                                         |
|  |                                                                       |
|  | Teropodi giurassici                                                   |
|  |                                                                       |

|  | Dilophosaurus       |
|  |                     |
|  | Teropodi giurassici |
|  |                     |

|  | Cryolophosaurus                                                       |
|  |                                                                       |
|  | \| \| Dilophosaurus \| \| \| \| \| \| Teropodi giurassici \| \| \| \| |
|  |                                                                       |
|  | Dilophosaurus                                                         |
|  |                                                                       |
|  | Teropodi giurassici                                                   |
|  |                                                                       |

|  | Dilophosaurus       |
|  |                     |
|  | Teropodi giurassici |
|  |                     |

|  | Cryolophosaurus                                                       |
|  |                                                                       |
|  | \| \| Dilophosaurus \| \| \| \| \| \| Teropodi giurassici \| \| \| \| |
|  |                                                                       |
|  | Dilophosaurus                                                         |
|  |                                                                       |
|  | Teropodi giurassici                                                   |
|  |                                                                       |

|  | Dilophosaurus       |
|  |                     |
|  | Teropodi giurassici |
|  |                     |

|  | Cryolophosaurus                                                       |
|  |                                                                       |
|  | \| \| Dilophosaurus \| \| \| \| \| \| Teropodi giurassici \| \| \| \| |
|  |                                                                       |
|  | Dilophosaurus                                                         |
|  |                                                                       |
|  | Teropodi giurassici                                                   |
|  |                                                                       |

|  | Dilophosaurus       |
|  |                     |
|  | Teropodi giurassici |
|  |                     |

|  | Megapnosaurus |
|  |               |
|  | Coelophysis   |
|  |               |

|  | Cryolophosaurus                                                       |
|  |                                                                       |
|  | \| \| Dilophosaurus \| \| \| \| \| \| Teropodi giurassici \| \| \| \| |
|  |                                                                       |
|  | Dilophosaurus                                                         |
|  |                                                                       |
|  | Teropodi giurassici                                                   |
|  |                                                                       |

|  | Dilophosaurus       |
|  |                     |
|  | Teropodi giurassici |
|  |                     |

|  | Cryolophosaurus                                                       |
|  |                                                                       |
|  | \| \| Dilophosaurus \| \| \| \| \| \| Teropodi giurassici \| \| \| \| |
|  |                                                                       |
|  | Dilophosaurus                                                         |
|  |                                                                       |
|  | Teropodi giurassici                                                   |
|  |                                                                       |

|  | Dilophosaurus       |
|  |                     |
|  | Teropodi giurassici |
|  |                     |

|  | Cryolophosaurus                                                       |
|  |                                                                       |
|  | \| \| Dilophosaurus \| \| \| \| \| \| Teropodi giurassici \| \| \| \| |
|  |                                                                       |
|  | Dilophosaurus                                                         |
|  |                                                                       |
|  | Teropodi giurassici                                                   |
|  |                                                                       |

|  | Dilophosaurus       |
|  |                     |
|  | Teropodi giurassici |
|  |                     |

|  | Cryolophosaurus                                                       |
|  |                                                                       |
|  | \| \| Dilophosaurus \| \| \| \| \| \| Teropodi giurassici \| \| \| \| |
|  |                                                                       |
|  | Dilophosaurus                                                         |
|  |                                                                       |
|  | Teropodi giurassici                                                   |
|  |                                                                       |

|  | Dilophosaurus       |
|  |                     |
|  | Teropodi giurassici |
|  |                     |

|  | Megapnosaurus |
|  |               |
|  | Coelophysis   |
|  |               |

|  | Cryolophosaurus                                                       |
|  |                                                                       |
|  | \| \| Dilophosaurus \| \| \| \| \| \| Teropodi giurassici \| \| \| \| |
|  |                                                                       |
|  | Dilophosaurus                                                         |
|  |                                                                       |
|  | Teropodi giurassici                                                   |
|  |                                                                       |

|  | Dilophosaurus       |
|  |                     |
|  | Teropodi giurassici |
|  |                     |

|  | Cryolophosaurus                                                       |
|  |                                                                       |
|  | \| \| Dilophosaurus \| \| \| \| \| \| Teropodi giurassici \| \| \| \| |
|  |                                                                       |
|  | Dilophosaurus                                                         |
|  |                                                                       |
|  | Teropodi giurassici                                                   |
|  |                                                                       |

|  | Dilophosaurus       |
|  |                     |
|  | Teropodi giurassici |
|  |                     |

|  | Cryolophosaurus                                                       |
|  |                                                                       |
|  | \| \| Dilophosaurus \| \| \| \| \| \| Teropodi giurassici \| \| \| \| |
|  |                                                                       |
|  | Dilophosaurus                                                         |
|  |                                                                       |
|  | Teropodi giurassici                                                   |
|  |                                                                       |

|  | Dilophosaurus       |
|  |                     |
|  | Teropodi giurassici |
|  |                     |

|  | Cryolophosaurus                                                       |
|  |                                                                       |
|  | \| \| Dilophosaurus \| \| \| \| \| \| Teropodi giurassici \| \| \| \| |
|  |                                                                       |
|  | Dilophosaurus                                                         |
|  |                                                                       |
|  | Teropodi giurassici                                                   |
|  |                                                                       |

|  | Dilophosaurus       |
|  |                     |
|  | Teropodi giurassici |
|  |                     |

|  | Staurikosaurus                                                 |
|  |                                                                |
|  | \| \| Herrerasaurus \| \| \| \| \| \| Chindesaurus \| \| \| \| |
|  |                                                                |
|  | Herrerasaurus                                                  |
|  |                                                                |
|  | Chindesaurus                                                   |
|  |                                                                |

|  | Herrerasaurus |
|  |               |
|  | Chindesaurus  |
|  |               |

|  | Megapnosaurus |
|  |               |
|  | Coelophysis   |
|  |               |

|  | Cryolophosaurus                                                       |
|  |                                                                       |
|  | \| \| Dilophosaurus \| \| \| \| \| \| Teropodi giurassici \| \| \| \| |
|  |                                                                       |
|  | Dilophosaurus                                                         |
|  |                                                                       |
|  | Teropodi giurassici                                                   |
|  |                                                                       |

|  | Dilophosaurus       |
|  |                     |
|  | Teropodi giurassici |
|  |                     |

|  | Cryolophosaurus                                                       |
|  |                                                                       |
|  | \| \| Dilophosaurus \| \| \| \| \| \| Teropodi giurassici \| \| \| \| |
|  |                                                                       |
|  | Dilophosaurus                                                         |
|  |                                                                       |
|  | Teropodi giurassici                                                   |
|  |                                                                       |

|  | Dilophosaurus       |
|  |                     |
|  | Teropodi giurassici |
|  |                     |

|  | Cryolophosaurus                                                       |
|  |                                                                       |
|  | \| \| Dilophosaurus \| \| \| \| \| \| Teropodi giurassici \| \| \| \| |
|  |                                                                       |
|  | Dilophosaurus                                                         |
|  |                                                                       |
|  | Teropodi giurassici                                                   |
|  |                                                                       |

|  | Dilophosaurus       |
|  |                     |
|  | Teropodi giurassici |
|  |                     |

|  | Cryolophosaurus                                                       |
|  |                                                                       |
|  | \| \| Dilophosaurus \| \| \| \| \| \| Teropodi giurassici \| \| \| \| |
|  |                                                                       |
|  | Dilophosaurus                                                         |
|  |                                                                       |
|  | Teropodi giurassici                                                   |
|  |                                                                       |

|  | Dilophosaurus       |
|  |                     |
|  | Teropodi giurassici |
|  |                     |

|  | Megapnosaurus |
|  |               |
|  | Coelophysis   |
|  |               |

|  | Cryolophosaurus                                                       |
|  |                                                                       |
|  | \| \| Dilophosaurus \| \| \| \| \| \| Teropodi giurassici \| \| \| \| |
|  |                                                                       |
|  | Dilophosaurus                                                         |
|  |                                                                       |
|  | Teropodi giurassici                                                   |
|  |                                                                       |

|  | Dilophosaurus       |
|  |                     |
|  | Teropodi giurassici |
|  |                     |

|  | Cryolophosaurus                                                       |
|  |                                                                       |
|  | \| \| Dilophosaurus \| \| \| \| \| \| Teropodi giurassici \| \| \| \| |
|  |                                                                       |
|  | Dilophosaurus                                                         |
|  |                                                                       |
|  | Teropodi giurassici                                                   |
|  |                                                                       |

|  | Dilophosaurus       |
|  |                     |
|  | Teropodi giurassici |
|  |                     |

|  | Cryolophosaurus                                                       |
|  |                                                                       |
|  | \| \| Dilophosaurus \| \| \| \| \| \| Teropodi giurassici \| \| \| \| |
|  |                                                                       |
|  | Dilophosaurus                                                         |
|  |                                                                       |
|  | Teropodi giurassici                                                   |
|  |                                                                       |

|  | Dilophosaurus       |
|  |                     |
|  | Teropodi giurassici |
|  |                     |

|  | Cryolophosaurus                                                       |
|  |                                                                       |
|  | \| \| Dilophosaurus \| \| \| \| \| \| Teropodi giurassici \| \| \| \| |
|  |                                                                       |
|  | Dilophosaurus                                                         |
|  |                                                                       |
|  | Teropodi giurassici                                                   |
|  |                                                                       |

|  | Dilophosaurus       |
|  |                     |
|  | Teropodi giurassici |
|  |                     |

|  | Megapnosaurus |
|  |               |
|  | Coelophysis   |
|  |               |

|  | Cryolophosaurus                                                       |
|  |                                                                       |
|  | \| \| Dilophosaurus \| \| \| \| \| \| Teropodi giurassici \| \| \| \| |
|  |                                                                       |
|  | Dilophosaurus                                                         |
|  |                                                                       |
|  | Teropodi giurassici                                                   |
|  |                                                                       |

|  | Dilophosaurus       |
|  |                     |
|  | Teropodi giurassici |
|  |                     |

|  | Cryolophosaurus                                                       |
|  |                                                                       |
|  | \| \| Dilophosaurus \| \| \| \| \| \| Teropodi giurassici \| \| \| \| |
|  |                                                                       |
|  | Dilophosaurus                                                         |
|  |                                                                       |
|  | Teropodi giurassici                                                   |
|  |                                                                       |

|  | Dilophosaurus       |
|  |                     |
|  | Teropodi giurassici |
|  |                     |

|  | Cryolophosaurus                                                       |
|  |                                                                       |
|  | \| \| Dilophosaurus \| \| \| \| \| \| Teropodi giurassici \| \| \| \| |
|  |                                                                       |
|  | Dilophosaurus                                                         |
|  |                                                                       |
|  | Teropodi giurassici                                                   |
|  |                                                                       |

|  | Dilophosaurus       |
|  |                     |
|  | Teropodi giurassici |
|  |                     |

|  | Cryolophosaurus                                                       |
|  |                                                                       |
|  | \| \| Dilophosaurus \| \| \| \| \| \| Teropodi giurassici \| \| \| \| |
|  |                                                                       |
|  | Dilophosaurus                                                         |
|  |                                                                       |
|  | Teropodi giurassici                                                   |
|  |                                                                       |

|  | Dilophosaurus       |
|  |                     |
|  | Teropodi giurassici |
|  |                     |

|  | Megapnosaurus |
|  |               |
|  | Coelophysis   |
|  |               |

|  | Cryolophosaurus                                                       |
|  |                                                                       |
|  | \| \| Dilophosaurus \| \| \| \| \| \| Teropodi giurassici \| \| \| \| |
|  |                                                                       |
|  | Dilophosaurus                                                         |
|  |                                                                       |
|  | Teropodi giurassici                                                   |
|  |                                                                       |

|  | Dilophosaurus       |
|  |                     |
|  | Teropodi giurassici |
|  |                     |

|  | Cryolophosaurus                                                       |
|  |                                                                       |
|  | \| \| Dilophosaurus \| \| \| \| \| \| Teropodi giurassici \| \| \| \| |
|  |                                                                       |
|  | Dilophosaurus                                                         |
|  |                                                                       |
|  | Teropodi giurassici                                                   |
|  |                                                                       |

|  | Dilophosaurus       |
|  |                     |
|  | Teropodi giurassici |
|  |                     |

|  | Cryolophosaurus                                                       |
|  |                                                                       |
|  | \| \| Dilophosaurus \| \| \| \| \| \| Teropodi giurassici \| \| \| \| |
|  |                                                                       |
|  | Dilophosaurus                                                         |
|  |                                                                       |
|  | Teropodi giurassici                                                   |
|  |                                                                       |

|  | Dilophosaurus       |
|  |                     |
|  | Teropodi giurassici |
|  |                     |

|  | Cryolophosaurus                                                       |
|  |                                                                       |
|  | \| \| Dilophosaurus \| \| \| \| \| \| Teropodi giurassici \| \| \| \| |
|  |                                                                       |
|  | Dilophosaurus                                                         |
|  |                                                                       |
|  | Teropodi giurassici                                                   |
|  |                                                                       |

|  | Dilophosaurus       |
|  |                     |
|  | Teropodi giurassici |
|  |                     |

|  | Megapnosaurus |
|  |               |
|  | Coelophysis   |
|  |               |

|  | Cryolophosaurus                                                       |
|  |                                                                       |
|  | \| \| Dilophosaurus \| \| \| \| \| \| Teropodi giurassici \| \| \| \| |
|  |                                                                       |
|  | Dilophosaurus                                                         |
|  |                                                                       |
|  | Teropodi giurassici                                                   |
|  |                                                                       |

|  | Dilophosaurus       |
|  |                     |
|  | Teropodi giurassici |
|  |                     |

|  | Cryolophosaurus                                                       |
|  |                                                                       |
|  | \| \| Dilophosaurus \| \| \| \| \| \| Teropodi giurassici \| \| \| \| |
|  |                                                                       |
|  | Dilophosaurus                                                         |
|  |                                                                       |
|  | Teropodi giurassici                                                   |
|  |                                                                       |

|  | Dilophosaurus       |
|  |                     |
|  | Teropodi giurassici |
|  |                     |

|  | Cryolophosaurus                                                       |
|  |                                                                       |
|  | \| \| Dilophosaurus \| \| \| \| \| \| Teropodi giurassici \| \| \| \| |
|  |                                                                       |
|  | Dilophosaurus                                                         |
|  |                                                                       |
|  | Teropodi giurassici                                                   |
|  |                                                                       |

|  | Dilophosaurus       |
|  |                     |
|  | Teropodi giurassici |
|  |                     |

|  | Cryolophosaurus                                                       |
|  |                                                                       |
|  | \| \| Dilophosaurus \| \| \| \| \| \| Teropodi giurassici \| \| \| \| |
|  |                                                                       |
|  | Dilophosaurus                                                         |
|  |                                                                       |
|  | Teropodi giurassici                                                   |
|  |                                                                       |

|  | Dilophosaurus       |
|  |                     |
|  | Teropodi giurassici |
|  |                     |

|  | Megapnosaurus |
|  |               |
|  | Coelophysis   |
|  |               |

|  | Cryolophosaurus                                                       |
|  |                                                                       |
|  | \| \| Dilophosaurus \| \| \| \| \| \| Teropodi giurassici \| \| \| \| |
|  |                                                                       |
|  | Dilophosaurus                                                         |
|  |                                                                       |
|  | Teropodi giurassici                                                   |
|  |                                                                       |

|  | Dilophosaurus       |
|  |                     |
|  | Teropodi giurassici |
|  |                     |

|  | Cryolophosaurus                                                       |
|  |                                                                       |
|  | \| \| Dilophosaurus \| \| \| \| \| \| Teropodi giurassici \| \| \| \| |
|  |                                                                       |
|  | Dilophosaurus                                                         |
|  |                                                                       |
|  | Teropodi giurassici                                                   |
|  |                                                                       |

|  | Dilophosaurus       |
|  |                     |
|  | Teropodi giurassici |
|  |                     |

|  | Cryolophosaurus                                                       |
|  |                                                                       |
|  | \| \| Dilophosaurus \| \| \| \| \| \| Teropodi giurassici \| \| \| \| |
|  |                                                                       |
|  | Dilophosaurus                                                         |
|  |                                                                       |
|  | Teropodi giurassici                                                   |
|  |                                                                       |

|  | Dilophosaurus       |
|  |                     |
|  | Teropodi giurassici |
|  |                     |

|  | Cryolophosaurus                                                       |
|  |                                                                       |
|  | \| \| Dilophosaurus \| \| \| \| \| \| Teropodi giurassici \| \| \| \| |
|  |                                                                       |
|  | Dilophosaurus                                                         |
|  |                                                                       |
|  | Teropodi giurassici                                                   |
|  |                                                                       |

|  | Dilophosaurus       |
|  |                     |
|  | Teropodi giurassici |
|  |                     |

|  | Megapnosaurus |
|  |               |
|  | Coelophysis   |
|  |               |

|  | Cryolophosaurus                                                       |
|  |                                                                       |
|  | \| \| Dilophosaurus \| \| \| \| \| \| Teropodi giurassici \| \| \| \| |
|  |                                                                       |
|  | Dilophosaurus                                                         |
|  |                                                                       |
|  | Teropodi giurassici                                                   |
|  |                                                                       |

|  | Dilophosaurus       |
|  |                     |
|  | Teropodi giurassici |
|  |                     |

|  | Cryolophosaurus                                                       |
|  |                                                                       |
|  | \| \| Dilophosaurus \| \| \| \| \| \| Teropodi giurassici \| \| \| \| |
|  |                                                                       |
|  | Dilophosaurus                                                         |
|  |                                                                       |
|  | Teropodi giurassici                                                   |
|  |                                                                       |

|  | Dilophosaurus       |
|  |                     |
|  | Teropodi giurassici |
|  |                     |

|  | Cryolophosaurus                                                       |
|  |                                                                       |
|  | \| \| Dilophosaurus \| \| \| \| \| \| Teropodi giurassici \| \| \| \| |
|  |                                                                       |
|  | Dilophosaurus                                                         |
|  |                                                                       |
|  | Teropodi giurassici                                                   |
|  |                                                                       |

|  | Dilophosaurus       |
|  |                     |
|  | Teropodi giurassici |
|  |                     |

|  | Cryolophosaurus                                                       |
|  |                                                                       |
|  | \| \| Dilophosaurus \| \| \| \| \| \| Teropodi giurassici \| \| \| \| |
|  |                                                                       |
|  | Dilophosaurus                                                         |
|  |                                                                       |
|  | Teropodi giurassici                                                   |
|  |                                                                       |

|  | Dilophosaurus       |
|  |                     |
|  | Teropodi giurassici |
|  |                     |

|  | Megapnosaurus |
|  |               |
|  | Coelophysis   |
|  |               |

|  | Cryolophosaurus                                                       |
|  |                                                                       |
|  | \| \| Dilophosaurus \| \| \| \| \| \| Teropodi giurassici \| \| \| \| |
|  |                                                                       |
|  | Dilophosaurus                                                         |
|  |                                                                       |
|  | Teropodi giurassici                                                   |
|  |                                                                       |

|  | Dilophosaurus       |
|  |                     |
|  | Teropodi giurassici |
|  |                     |

|  | Cryolophosaurus                                                       |
|  |                                                                       |
|  | \| \| Dilophosaurus \| \| \| \| \| \| Teropodi giurassici \| \| \| \| |
|  |                                                                       |
|  | Dilophosaurus                                                         |
|  |                                                                       |
|  | Teropodi giurassici                                                   |
|  |                                                                       |

|  | Dilophosaurus       |
|  |                     |
|  | Teropodi giurassici |
|  |                     |

|  | Cryolophosaurus                                                       |
|  |                                                                       |
|  | \| \| Dilophosaurus \| \| \| \| \| \| Teropodi giurassici \| \| \| \| |
|  |                                                                       |
|  | Dilophosaurus                                                         |
|  |                                                                       |
|  | Teropodi giurassici                                                   |
|  |                                                                       |

|  | Dilophosaurus       |
|  |                     |
|  | Teropodi giurassici |
|  |                     |

|  | Cryolophosaurus                                                       |
|  |                                                                       |
|  | \| \| Dilophosaurus \| \| \| \| \| \| Teropodi giurassici \| \| \| \| |
|  |                                                                       |
|  | Dilophosaurus                                                         |
|  |                                                                       |
|  | Teropodi giurassici                                                   |
|  |                                                                       |

|  | Dilophosaurus       |
|  |                     |
|  | Teropodi giurassici |
|  |                     |

|  | Megapnosaurus |
|  |               |
|  | Coelophysis   |
|  |               |

|  | Cryolophosaurus                                                       |
|  |                                                                       |
|  | \| \| Dilophosaurus \| \| \| \| \| \| Teropodi giurassici \| \| \| \| |
|  |                                                                       |
|  | Dilophosaurus                                                         |
|  |                                                                       |
|  | Teropodi giurassici                                                   |
|  |                                                                       |

|  | Dilophosaurus       |
|  |                     |
|  | Teropodi giurassici |
|  |                     |

|  | Cryolophosaurus                                                       |
|  |                                                                       |
|  | \| \| Dilophosaurus \| \| \| \| \| \| Teropodi giurassici \| \| \| \| |
|  |                                                                       |
|  | Dilophosaurus                                                         |
|  |                                                                       |
|  | Teropodi giurassici                                                   |
|  |                                                                       |

|  | Dilophosaurus       |
|  |                     |
|  | Teropodi giurassici |
|  |                     |

|  | Cryolophosaurus                                                       |
|  |                                                                       |
|  | \| \| Dilophosaurus \| \| \| \| \| \| Teropodi giurassici \| \| \| \| |
|  |                                                                       |
|  | Dilophosaurus                                                         |
|  |                                                                       |
|  | Teropodi giurassici                                                   |
|  |                                                                       |

|  | Dilophosaurus       |
|  |                     |
|  | Teropodi giurassici |
|  |                     |

|  | Cryolophosaurus                                                       |
|  |                                                                       |
|  | \| \| Dilophosaurus \| \| \| \| \| \| Teropodi giurassici \| \| \| \| |
|  |                                                                       |
|  | Dilophosaurus                                                         |
|  |                                                                       |
|  | Teropodi giurassici                                                   |
|  |                                                                       |

|  | Dilophosaurus       |
|  |                     |
|  | Teropodi giurassici |
|  |                     |

|  | Megapnosaurus |
|  |               |
|  | Coelophysis   |
|  |               |

|  | Cryolophosaurus                                                       |
|  |                                                                       |
|  | \| \| Dilophosaurus \| \| \| \| \| \| Teropodi giurassici \| \| \| \| |
|  |                                                                       |
|  | Dilophosaurus                                                         |
|  |                                                                       |
|  | Teropodi giurassici                                                   |
|  |                                                                       |

|  | Dilophosaurus       |
|  |                     |
|  | Teropodi giurassici |
|  |                     |

|  | Cryolophosaurus                                                       |
|  |                                                                       |
|  | \| \| Dilophosaurus \| \| \| \| \| \| Teropodi giurassici \| \| \| \| |
|  |                                                                       |
|  | Dilophosaurus                                                         |
|  |                                                                       |
|  | Teropodi giurassici                                                   |
|  |                                                                       |

|  | Dilophosaurus       |
|  |                     |
|  | Teropodi giurassici |
|  |                     |

|  | Cryolophosaurus                                                       |
|  |                                                                       |
|  | \| \| Dilophosaurus \| \| \| \| \| \| Teropodi giurassici \| \| \| \| |
|  |                                                                       |
|  | Dilophosaurus                                                         |
|  |                                                                       |
|  | Teropodi giurassici                                                   |
|  |                                                                       |

|  | Dilophosaurus       |
|  |                     |
|  | Teropodi giurassici |
|  |                     |

|  | Cryolophosaurus                                                       |
|  |                                                                       |
|  | \| \| Dilophosaurus \| \| \| \| \| \| Teropodi giurassici \| \| \| \| |
|  |                                                                       |
|  | Dilophosaurus                                                         |
|  |                                                                       |
|  | Teropodi giurassici                                                   |
|  |                                                                       |

|  | Dilophosaurus       |
|  |                     |
|  | Teropodi giurassici |
|  |                     |

|  | Megapnosaurus |
|  |               |
|  | Coelophysis   |
|  |               |

|  | Cryolophosaurus                                                       |
|  |                                                                       |
|  | \| \| Dilophosaurus \| \| \| \| \| \| Teropodi giurassici \| \| \| \| |
|  |                                                                       |
|  | Dilophosaurus                                                         |
|  |                                                                       |
|  | Teropodi giurassici                                                   |
|  |                                                                       |

|  | Dilophosaurus       |
|  |                     |
|  | Teropodi giurassici |
|  |                     |

|  | Cryolophosaurus                                                       |
|  |                                                                       |
|  | \| \| Dilophosaurus \| \| \| \| \| \| Teropodi giurassici \| \| \| \| |
|  |                                                                       |
|  | Dilophosaurus                                                         |
|  |                                                                       |
|  | Teropodi giurassici                                                   |
|  |                                                                       |

|  | Dilophosaurus       |
|  |                     |
|  | Teropodi giurassici |
|  |                     |

|  | Cryolophosaurus                                                       |
|  |                                                                       |
|  | \| \| Dilophosaurus \| \| \| \| \| \| Teropodi giurassici \| \| \| \| |
|  |                                                                       |
|  | Dilophosaurus                                                         |
|  |                                                                       |
|  | Teropodi giurassici                                                   |
|  |                                                                       |

|  | Dilophosaurus       |
|  |                     |
|  | Teropodi giurassici |
|  |                     |

|  | Cryolophosaurus                                                       |
|  |                                                                       |
|  | \| \| Dilophosaurus \| \| \| \| \| \| Teropodi giurassici \| \| \| \| |
|  |                                                                       |
|  | Dilophosaurus                                                         |
|  |                                                                       |
|  | Teropodi giurassici                                                   |
|  |                                                                       |

|  | Dilophosaurus       |
|  |                     |
|  | Teropodi giurassici |
|  |                     |

|  | Megapnosaurus |
|  |               |
|  | Coelophysis   |
|  |               |

|  | Cryolophosaurus                                                       |
|  |                                                                       |
|  | \| \| Dilophosaurus \| \| \| \| \| \| Teropodi giurassici \| \| \| \| |
|  |                                                                       |
|  | Dilophosaurus                                                         |
|  |                                                                       |
|  | Teropodi giurassici                                                   |
|  |                                                                       |

|  | Dilophosaurus       |
|  |                     |
|  | Teropodi giurassici |
|  |                     |

|  | Cryolophosaurus                                                       |
|  |                                                                       |
|  | \| \| Dilophosaurus \| \| \| \| \| \| Teropodi giurassici \| \| \| \| |
|  |                                                                       |
|  | Dilophosaurus                                                         |
|  |                                                                       |
|  | Teropodi giurassici                                                   |
|  |                                                                       |

|  | Dilophosaurus       |
|  |                     |
|  | Teropodi giurassici |
|  |                     |

|  | Cryolophosaurus                                                       |
|  |                                                                       |
|  | \| \| Dilophosaurus \| \| \| \| \| \| Teropodi giurassici \| \| \| \| |
|  |                                                                       |
|  | Dilophosaurus                                                         |
|  |                                                                       |
|  | Teropodi giurassici                                                   |
|  |                                                                       |

|  | Dilophosaurus       |
|  |                     |
|  | Teropodi giurassici |
|  |                     |

|  | Cryolophosaurus                                                       |
|  |                                                                       |
|  | \| \| Dilophosaurus \| \| \| \| \| \| Teropodi giurassici \| \| \| \| |
|  |                                                                       |
|  | Dilophosaurus                                                         |
|  |                                                                       |
|  | Teropodi giurassici                                                   |
|  |                                                                       |

|  | Dilophosaurus       |
|  |                     |
|  | Teropodi giurassici |
|  |                     |

|  | Megapnosaurus |
|  |               |
|  | Coelophysis   |
|  |               |

|  | Cryolophosaurus                                                       |
|  |                                                                       |
|  | \| \| Dilophosaurus \| \| \| \| \| \| Teropodi giurassici \| \| \| \| |
|  |                                                                       |
|  | Dilophosaurus                                                         |
|  |                                                                       |
|  | Teropodi giurassici                                                   |
|  |                                                                       |

|  | Dilophosaurus       |
|  |                     |
|  | Teropodi giurassici |
|  |                     |

|  | Cryolophosaurus                                                       |
|  |                                                                       |
|  | \| \| Dilophosaurus \| \| \| \| \| \| Teropodi giurassici \| \| \| \| |
|  |                                                                       |
|  | Dilophosaurus                                                         |
|  |                                                                       |
|  | Teropodi giurassici                                                   |
|  |                                                                       |

|  | Dilophosaurus       |
|  |                     |
|  | Teropodi giurassici |
|  |                     |

|  | Cryolophosaurus                                                       |
|  |                                                                       |
|  | \| \| Dilophosaurus \| \| \| \| \| \| Teropodi giurassici \| \| \| \| |
|  |                                                                       |
|  | Dilophosaurus                                                         |
|  |                                                                       |
|  | Teropodi giurassici                                                   |
|  |                                                                       |

|  | Dilophosaurus       |
|  |                     |
|  | Teropodi giurassici |
|  |                     |

|  | Cryolophosaurus                                                       |
|  |                                                                       |
|  | \| \| Dilophosaurus \| \| \| \| \| \| Teropodi giurassici \| \| \| \| |
|  |                                                                       |
|  | Dilophosaurus                                                         |
|  |                                                                       |
|  | Teropodi giurassici                                                   |
|  |                                                                       |

|  | Dilophosaurus       |
|  |                     |
|  | Teropodi giurassici |
|  |                     |

|  | Megapnosaurus |
|  |               |
|  | Coelophysis   |
|  |               |

|  | Cryolophosaurus                                                       |
|  |                                                                       |
|  | \| \| Dilophosaurus \| \| \| \| \| \| Teropodi giurassici \| \| \| \| |
|  |                                                                       |
|  | Dilophosaurus                                                         |
|  |                                                                       |
|  | Teropodi giurassici                                                   |
|  |                                                                       |

|  | Dilophosaurus       |
|  |                     |
|  | Teropodi giurassici |
|  |                     |

|  | Cryolophosaurus                                                       |
|  |                                                                       |
|  | \| \| Dilophosaurus \| \| \| \| \| \| Teropodi giurassici \| \| \| \| |
|  |                                                                       |
|  | Dilophosaurus                                                         |
|  |                                                                       |
|  | Teropodi giurassici                                                   |
|  |                                                                       |

|  | Dilophosaurus       |
|  |                     |
|  | Teropodi giurassici |
|  |                     |

|  | Cryolophosaurus                                                       |
|  |                                                                       |
|  | \| \| Dilophosaurus \| \| \| \| \| \| Teropodi giurassici \| \| \| \| |
|  |                                                                       |
|  | Dilophosaurus                                                         |
|  |                                                                       |
|  | Teropodi giurassici                                                   |
|  |                                                                       |

|  | Dilophosaurus       |
|  |                     |
|  | Teropodi giurassici |
|  |                     |

|  | Cryolophosaurus                                                       |
|  |                                                                       |
|  | \| \| Dilophosaurus \| \| \| \| \| \| Teropodi giurassici \| \| \| \| |
|  |                                                                       |
|  | Dilophosaurus                                                         |
|  |                                                                       |
|  | Teropodi giurassici                                                   |
|  |                                                                       |

|  | Dilophosaurus       |
|  |                     |
|  | Teropodi giurassici |
|  |                     |

|  | Megapnosaurus |
|  |               |
|  | Coelophysis   |
|  |               |

|  | Cryolophosaurus                                                       |
|  |                                                                       |
|  | \| \| Dilophosaurus \| \| \| \| \| \| Teropodi giurassici \| \| \| \| |
|  |                                                                       |
|  | Dilophosaurus                                                         |
|  |                                                                       |
|  | Teropodi giurassici                                                   |
|  |                                                                       |

|  | Dilophosaurus       |
|  |                     |
|  | Teropodi giurassici |
|  |                     |

|  | Cryolophosaurus                                                       |
|  |                                                                       |
|  | \| \| Dilophosaurus \| \| \| \| \| \| Teropodi giurassici \| \| \| \| |
|  |                                                                       |
|  | Dilophosaurus                                                         |
|  |                                                                       |
|  | Teropodi giurassici                                                   |
|  |                                                                       |

|  | Dilophosaurus       |
|  |                     |
|  | Teropodi giurassici |
|  |                     |

|  | Cryolophosaurus                                                       |
|  |                                                                       |
|  | \| \| Dilophosaurus \| \| \| \| \| \| Teropodi giurassici \| \| \| \| |
|  |                                                                       |
|  | Dilophosaurus                                                         |
|  |                                                                       |
|  | Teropodi giurassici                                                   |
|  |                                                                       |

|  | Dilophosaurus       |
|  |                     |
|  | Teropodi giurassici |
|  |                     |

|  | Cryolophosaurus                                                       |
|  |                                                                       |
|  | \| \| Dilophosaurus \| \| \| \| \| \| Teropodi giurassici \| \| \| \| |
|  |                                                                       |
|  | Dilophosaurus                                                         |
|  |                                                                       |
|  | Teropodi giurassici                                                   |
|  |                                                                       |

|  | Dilophosaurus       |
|  |                     |
|  | Teropodi giurassici |
|  |                     |

|  | Megapnosaurus |
|  |               |
|  | Coelophysis   |
|  |               |

|  | Cryolophosaurus                                                       |
|  |                                                                       |
|  | \| \| Dilophosaurus \| \| \| \| \| \| Teropodi giurassici \| \| \| \| |
|  |                                                                       |
|  | Dilophosaurus                                                         |
|  |                                                                       |
|  | Teropodi giurassici                                                   |
|  |                                                                       |

|  | Dilophosaurus       |
|  |                     |
|  | Teropodi giurassici |
|  |                     |

|  | Cryolophosaurus                                                       |
|  |                                                                       |
|  | \| \| Dilophosaurus \| \| \| \| \| \| Teropodi giurassici \| \| \| \| |
|  |                                                                       |
|  | Dilophosaurus                                                         |
|  |                                                                       |
|  | Teropodi giurassici                                                   |
|  |                                                                       |

|  | Dilophosaurus       |
|  |                     |
|  | Teropodi giurassici |
|  |                     |

|  | Cryolophosaurus                                                       |
|  |                                                                       |
|  | \| \| Dilophosaurus \| \| \| \| \| \| Teropodi giurassici \| \| \| \| |
|  |                                                                       |
|  | Dilophosaurus                                                         |
|  |                                                                       |
|  | Teropodi giurassici                                                   |
|  |                                                                       |

|  | Dilophosaurus       |
|  |                     |
|  | Teropodi giurassici |
|  |                     |

|  | Cryolophosaurus                                                       |
|  |                                                                       |
|  | \| \| Dilophosaurus \| \| \| \| \| \| Teropodi giurassici \| \| \| \| |
|  |                                                                       |
|  | Dilophosaurus                                                         |
|  |                                                                       |
|  | Teropodi giurassici                                                   |
|  |                                                                       |

|  | Dilophosaurus       |
|  |                     |
|  | Teropodi giurassici |
|  |                     |

Nel 2020, Marsh e Rowe, nella loro analisi, decidono di conservare il nome generico Syntarsus sia per gli esemplari QG 1 e MNA V2623, e i rispettivi esemplari assegnati a questi taxa, al contrario di Coelophysis o Megapnosaurus, a causa di relazioni sistematiche all'interno di Coelophysoidea in flusso. Pertanto, la congenericità o la necessità di Megapnosaurus non sarebbero supportate se Coelophysis bauri, Syntarsus rhodesiensis e Syntarsus kayentakatae non formassero rispettivi cladi, come evidenziato dalle loro analisi filogenetiche.
Ezcurra et al. (2021) dimostrano che Megapnosaurus rhodesiensis era abbastanza distante sia da Coelophysis bauri (ora unica specie del genere Coelophysis) che da "Syntarsus" kayentakatae (non attualmente classificato in un genere valido). In questa analisi, i parenti più stretti di M. rhodesiensis sono Camposaurus, Segisaurus e Lucianovenator.

### Sinonimi
I sinonimi del genere Coelophysis comprendono:
- Podokesaurus? 
Talbot, 1911[16]
- Longosaurus 
Welles, 1984[37]
- Rioarribasaurus 
Hunt & Lucas, 1991[37]
- Gojirasaurus? 
Carpenter, 1997[38]
- Camposaurus? 
Hunt et al., 1998[39]
- Megapnosaurus? 
Ivie, Ślipiński & Węgrzynowicz, 2001[16]

I sinonimi della specie C. bauri, invece, comprendono:
- Coelurus bauri 
Cope, 1887
- Tanystropheus bauri 
(Cope, 1887)
- Coelurus longicollis 
Cope, 1887
- Tanystropheus longicollis 
(Cope, 1887)
- Coelophysis longicollis 
(Cope, 1887)
- Longosaurus longicollis 
(Cope, 1887)
- Tanystropheus willistoni 
Cope, 1887
- Coelophysis willistoni 
(Cope, 1887)
- Rioarribasaurus colberti 
Hunt & Lucas, 1991

## Storia della scoperta

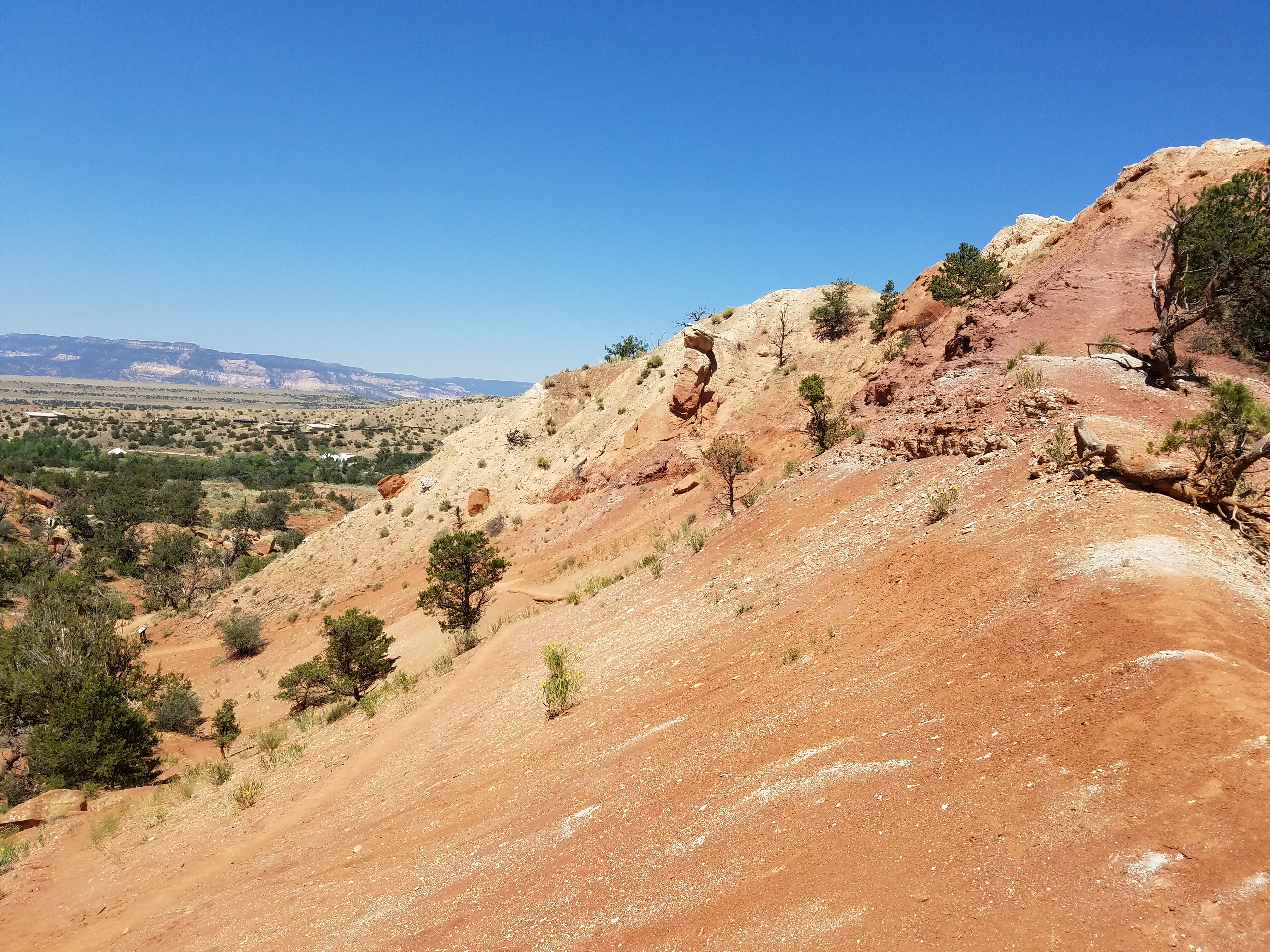
La famosa cava di Coelophysis di Ghost Ranch, nel 2019.

Nominata nel 1887, la specie tipo di Coelophysis era originariamente denominata come una specie di Coelurus. Edward Drinker Cope nominò Coelophysis per la prima volta nel 1889 per nominare un nuovo genere, al di fuori di Coelurus e Tanystropheus a cui C. bauri era stato precedentemente classificato per C. bauri, C. willistoni e C. longicollis. Un collezionista di fossili dilettante che lavorava per Cope, David Baldwin, aveva trovato i primi resti del dinosauro nel 1881 nella Formazione Chinle nel Nuovo Messico nordoccidentale. All'inizio del 1887, Cope affibiò gli esemplari raccolti a due nuove specie, C. bauri e C. longicollis del genere Coelurus. In seguito, nel 1887, Cope riassegnò il materiale ad un altro genere, Tanystropheus. Due anni dopo, Cope corresse la sua classificazione dopo aver notato delle differenze nelle vertebre e chiamò il genere Coelophysis, con C. bauri come specie tipo, che prese il nome, bauri, da Georg Baur, un anatomista comparativo le cui idee erano simili a quelle di Cope. Il nome Coelophysis deriva dal greco κοῖλος/koilos (che significa 'cavo') e φύσις/physis (che significa 'forma'), quindi "forma cava" un riferimento alle vertebre cave dell'animale. Tuttavia, questi primi reperti erano troppo mal conservati per dare un quadro completo di questo nuovo dinosauro.

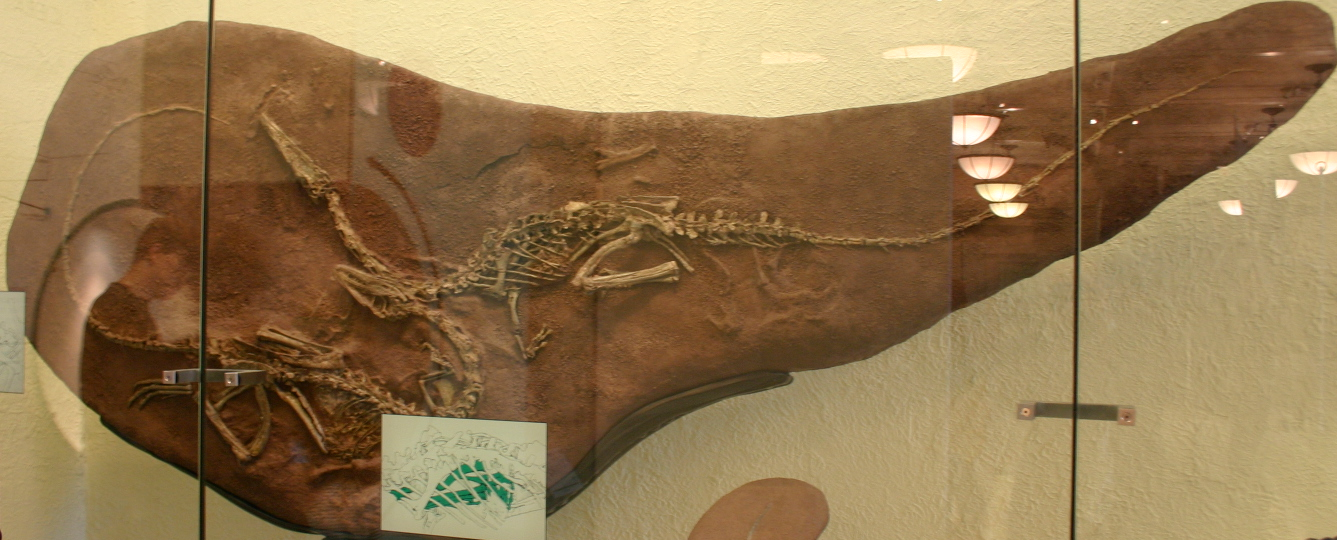
Due esemplari di Ghost Ranch conservati insieme, incluso il neotipo, AMNH

Nel 1947, una spedizione nel Nuovo Messico, capitanata da Edwin Colbert, fece una scoperta sensazionale. Un consistente "cimitero" di fossili di Coelophysis fu ritrovato da George Whitaker, l'assistente di Colbert, in una proprietà nota come Ghost Ranch, nei pressi del ritrovamento originale, dove vennero ritrovati centinaia di scheletri di Coelophysis, di età e dimensioni differenti, che giacevano gli uni sugli altri. Colbert condusse uno studio completo di tutti i fossili trovati fino a quella data e li assegnò a Coelophysis. Gli esemplari di Ghost Ranch erano così numerosi, compresi molti esemplari ben conservati e completamente articolati, che uno di loro è diventato da allora l'esemplare tipo, per l'intero genere, sostituendo l'esemplare originale, mal conservato.
"Syntarsus" rhodesiensis venne descritto per la prima volta da Raath (1969) e assegnato a Podokesauridae. Il taxon "Podokesauridae", è stato abbandonato in quanto il suo esemplare tipo è andato distrutto in un incendio e non può più essere paragonato a nuovi ritrovamenti. Nel corso degli anni i paleontologi hanno assegnato questo genere a Ceratosauridae (Welles, 1984), Procompsognathidae (Parrish e Carpenter, 1986) e Ceratosauria (Gauthier, 1986). Nel 2004 "Syntarsus" è stato riconosciuto come sinonimo di Coelophysis da Tykoski e Rowe (2004). Successivamente, anche Ezcurra e Novas (2007) e Ezcurra (2007) hanno concluso che "Syntarsus" era sinonimo di Coelophysis, che è l'attuale consenso scientifico.

## Paleobiologia

### Alimentazione

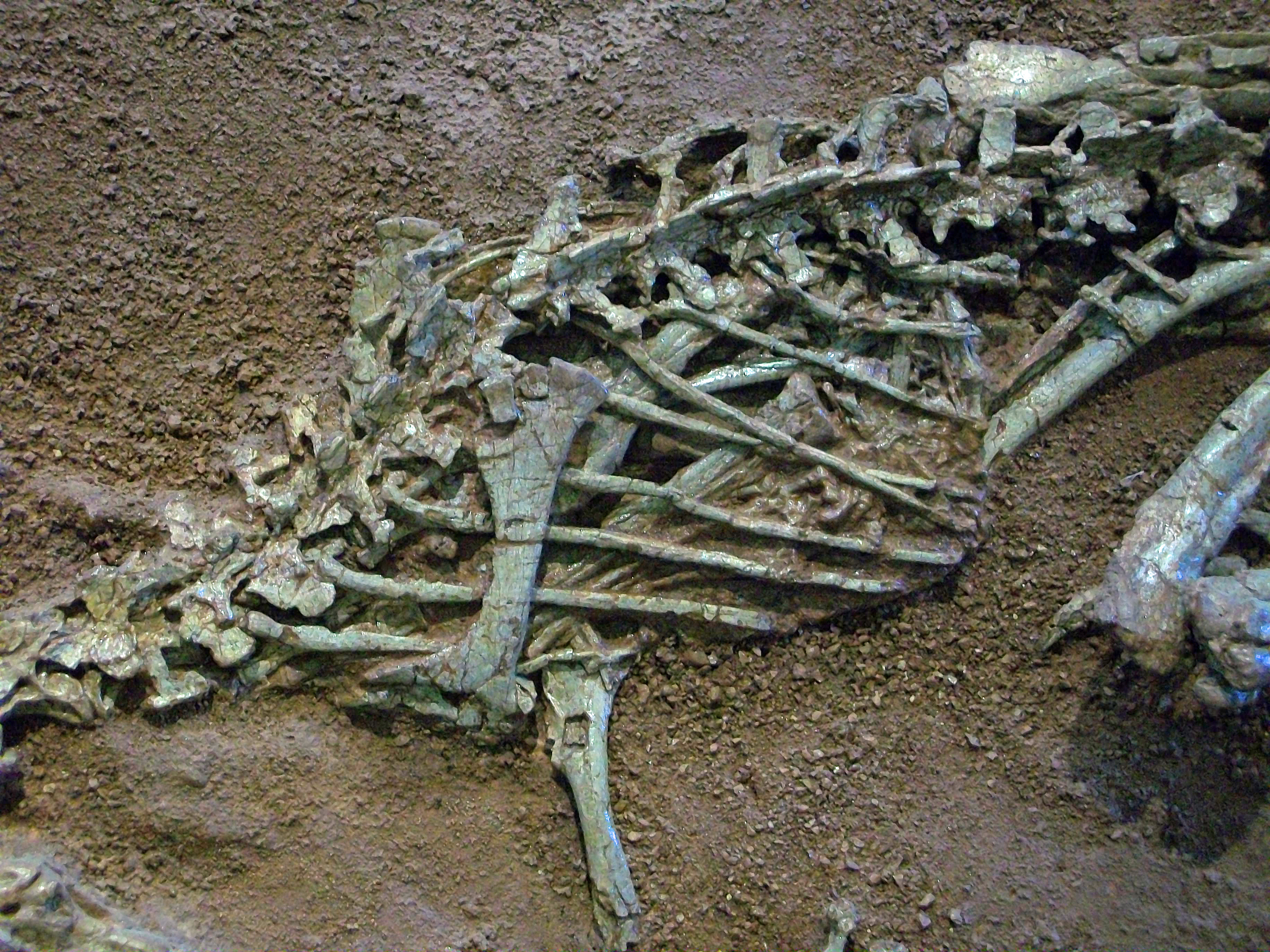
Fossile di Coelophysis contenente i resti ora interpretati come quelli di un crocodilomorfo, all'American Museum of Natural History

I denti di Coelophysis aveva la tipica forma presente in molti dinosauri predatori: simili a lame, ricurvi, affilati e frastagliati con sottili dentellature sia sul bordo anteriore che su quello posteriore. La sua dentatura indica una dieta carnivora, probabilmente composta da piccoli animali, come insetti, mammiferi e lucertole i cui resti sono stati ritrovati negli stessi siti. È anche possibile che questi animali cacciassero in branco per abbattere prede più grandi. C. bauri presenta circa 26 denti sulla mascella e 27 denti sulla mandibola. Carpenter (2002) ha esaminato la biomeccanica degli arti anteriori di vari teropodi, tendando di valutarne l'utilità nella predazione. Nel suo studio, concluse che gli arti anteriori di Coelophysis erano flessibili ed avevano una buona libertà di movimento, ma la loro struttura ossea suggerisce che fossero relativamente deboli. Caratteristiche come gli arti anteriori "deboli" e i piccoli denti sembrerebbero suggerire che Coelophysis predasse primariamente animali più piccoli di lui. Rinehart et al. convenne che Coelophysis fosse un "agile cacciatore di piccole prede". Carpenter identificò anche tre modelli distinti dell'uso degli arti anteriori dei teropodi e notò che Coelophysis faceva parte del modello "afferratori", rispetto ad altri dinosauri che rientravano nei modelli "presa ferma" o "afferratori dalle lunghe braccia".

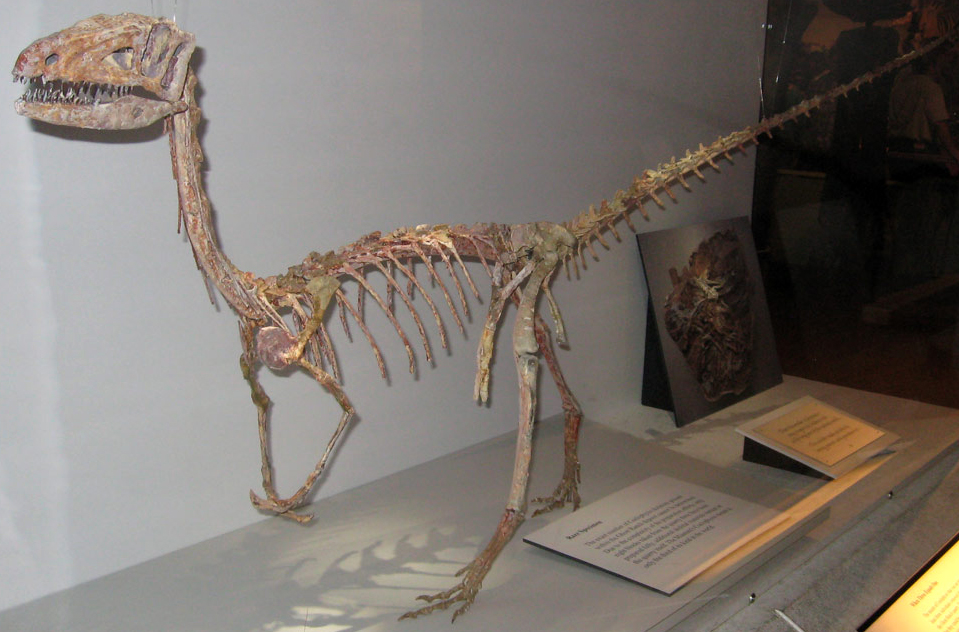
Scheletro completo di C. bauri, al Cleveland Museum of Natural History

Venne anche suggerito che C. bauri fosse cannibale, sulla base del ritrovamento di alcuni presunti esemplari giovani ritrovati "all'interno" delle cavità addominali di alcuni esemplari di Ghost Ranch. Tuttavia, nel 2002, Robert J. Gay dimostrò che questi presunti esemplari giovani erano stati male interpretati. Diversi esemplari di "coelophysidi giovanili" erano in realtà piccoli rettili crurotarsi, come Hesperosuchus e Dromomeron. L'interpretazione di Gay venne sostenuta in uno studio del 2006 da Nesbitt et al.. Tuttavia, nel 2009, emersero nuove prove a supporto di un comportamento cannibalistico quando un'ulteriore preparazione della matrice precedentemente recuperata ha rivelato la presenza di materiale rigurgitato all'interno e intorno alla bocca dell'esemplare NMMNH P-44551. Questo materiale includeva frammenti di denti e ossa mascellari che Rinehart et al. considerava "morfologicamente identici" a un giovane Coelophysis. D'altronde il cannibalismo non è un comportamento raro negli archosauri, come nei coccodrilli, specialmente di situazioni di stress o carenza di cibo.
Nel 2010, Gay ha esaminato le ossa degli esemplari ritrovate all'interno della cavità toracica di AMNH 7224 e ha calcolato che il volume totale di queste ossa era 17 volte superiore del volume massimo stimato dello stomaco dell'esemplare di Coelophysis. Gay osservò che il volume totale sarebbe stato anche maggiore se si considerava anche i tessuti molli. Questa analisi ha anche rivelato l'assenza di segni di denti sulle ossa e l'assenza di corrosione da parte degli acidi dello stomaco. Infine, Gay ha dimostrato che le presunte ossa giovanili cannibalizzate erano depositate stratigraficamente al di sotto dell'animale più grande che le aveva presumibilmente divorato. Presi insieme questi dati suggeriscono che l'esemplare AMNH 7224 non avesse cannibalizzato l'esemplare più piccolo, e che i resti di quest'ultimo fossero rimasti "schiacciati" sotto l'esemplare più grande a seguito di una sovrapposizione casuale di individui di diverse dimensioni.

### Comportamento sociale
La scoperta di oltre 1000 esemplari di Coelophysis presso la cava di Whitaker a Ghost Ranch, suggerirebbe che questi animali manifestassero un comportamento gregario. Questa massiccia congregazione di resti ha portato a credere che enormi branchi di Coelophysis vagassero sulla terra, quando in realtà non esistono prove dirette di un comportamento da branco; i depositi indicano solo che un gran numero di Coelophysis, insieme ad altri animali triassici, furono sepolti insieme. Alcune delle prove offerte dalla tafonomia del sito indicherebbero che questi animali potrebbero essersi riuniti insieme per nutrirsi o per bere da una pozza d'acqua in un periodo di siccità o per nutrirsi di una covata di uova di pesci, per poi essere sepolti da una catastrofica inondazione o a causa della siccità.
Con 30 esemplari di C. rhodesiensis ritrovati insieme nello Zimbabwe, alcuni paleontologi hanno suggerito che Coelophysis fosse davvero un animale gregario. Anche in questo caso non ci sono prove dirette di un comportamento da branco ed è stato anche suggerito che questi individui fossero anch'essi stati vittime di inondazioni improvvise, piuttosto comuni durante questo periodo.

### Crescita e dimorfismo sessuale

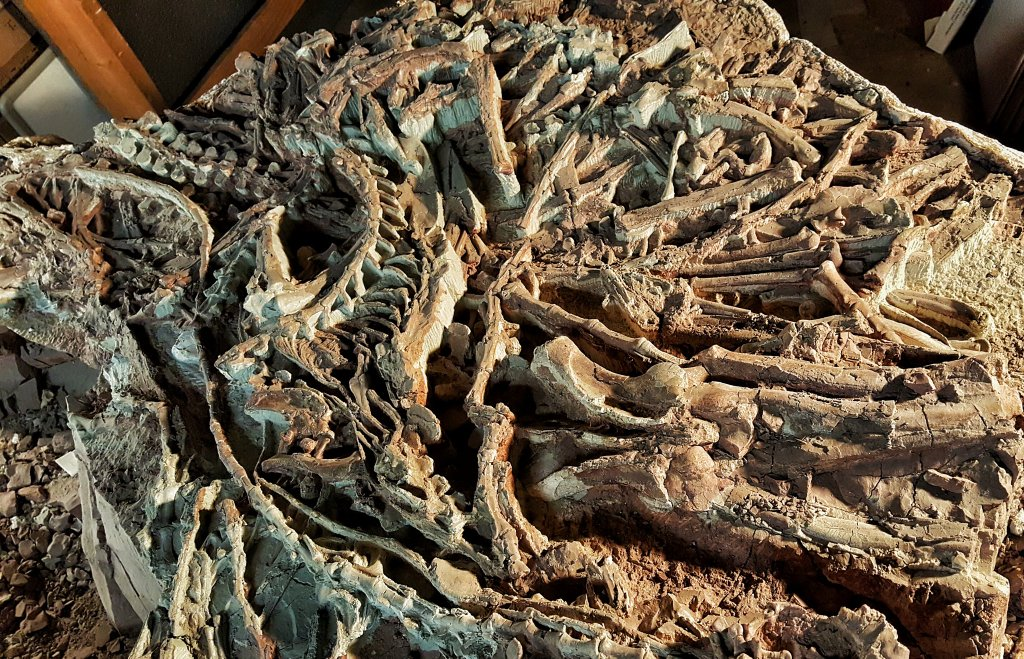
La matrice contenente vari Coelophysis al Cleveland Museum of Natural History, originariamente donata all'American Museum of Natural History da Colbert nel 1948

Rinehart (2009) ha valutato la crescita ontogenica di Coelophysis utilizzando i dati raccolti dalla lunghezza del femore e ha concluso che i giovani di Coelophysis crescevano rapidamente, specialmente durante il primo anno di vita. Secondo le sue stime, questi animali, probabilmente, raggiungevano la maturità sessuale tra il secondo e il terzo anno di vita e raggiungevano le loro piene dimensioni, appena sopra i 3 metri di lunghezza, all'ottavo anno. Questo studio ha anche identificato quattro fasi di crescita distinte: 1 anno, 2 anni, 4 anni e 7+ anni. Secondo quanto riportato, sin dalla nascita questi animali erano autosufficienti e in grado di badare a se stessi, senza cure parentali estese.
Sono stati identificati due forme o "morph" di Coelophysis: una forma più gracile, come l'esemplare AMNH 7223, e una forma leggermente più robusta, come gli esemplari AMNH 7224 e NMMNH P-42200. Le proporzioni scheletriche erano diverse tra queste due forme; la forma gracile ha un cranio ed un collo più lungo, arti anteriori più corti e spine neurali sacrali fuse; la forma robusta ha un cranio e un collo più corto, arti anteriori più lunghi e spine neurali sacrali non fuse. Storicamente, sono state avanzate diverse ipotesi sul fatto che queste due forme rappresentino una qualche sorta di dimorfismo nella popolazione di Coelophysis, probabilmente dimorfismo sessuale. Raath convenne che il dimorfismo in Coelophysis è evidenziato dalle dimensioni e dalla struttura degli arti anteriori. Rinehart et al. studiò 15 individui e convenne che erano presenti due morph, anche negli esemplari più esemplari giovani, suggerendo che il dimorfismo sessuale in questi animali fosse presente anche in giovane età, prima della maturità sessuale. Rinehart concluse che la forma più gracile rappresentava le femmine, mentre la forma robusta rappresentava i maschi, in base alle differenze nelle vertebre sacrali della forma gracile, che consentivano una maggiore flessibilità per la deposizione delle uova. Un ulteriore supporto a ques questa ipotesi è fornita da un'analisi che mostra come ogni forma comprendeva il 50% della popolazione, come ci si aspetterebbe in un rapporto tra i sessi 50/50.
Tuttavia, ricerche più recenti hanno rivelato che C. bauri e C. rhodesiensis avevano una crescita molto variabile tra i diversi individui, con alcuni esemplari che erano più grandi nella loro fase giovanile rispetto agli adulti più piccoli che avevano già raggiunto la maturità sessuale; ciò indica che la presunta presenza di forme distinte è semplicemente il risultato di una variazione individuale. Questa crescita altamente variabile era probabilmente ancestrale dei dinosauri, ma in seguito persa, e potrebbe aver dato a questi primi dinosauri un vantaggio evolutivo nel sopravvivere alle dure sfide ambientali del loro tempo.

### Riproduzione
Attraverso la compilazione e l'analisi di un database di quasi tre dozzine di uccelli e rettili e il confronto con i dati esistenti sull'anatomia di Coelophysis, Rinehart et al. (2009) hanno tratto le seguenti conclusioni. È stato stimato che un uovo medio di Coelophysis fosse di 31-33,5 millimetri attraverso il suo diametro minore e che ogni femmina deponesse tra le 24 e le 26 uova per covata. Alcune prove suggeriscono inoltre, che fossero presente almeno in parte delle cure parentali da parte dei genitori per nutrire i piccoli durante il loro primo anno di vita, dove avrebbero raggiunto il 1,5 metri di lunghezza entro la fine della loro prima fase di crescita. Coelophysis investiva nella riproduzione tanta energia quanto altri rettili estinti delle sue dimensioni approssimative.

### Paleopatologia
In uno studio del 2001 condotto da Bruce Rothschild e altri paleontologi, sono state esaminate ossa di 14 piedi riferite a Coelophysis per segni di frattura da stress, ma non ne è stata trovata alcuna.
In C. rhodesiensis sono state osservate fratture guarite della tibia e del metatarso, ma sono molto rare. Parte della seconda costola sacrale in un esemplare di Syntarsus rhodesiensis mostra segni di asimmetria fluttuante. L'asimmetria fluttuante deriva da disturbi dello sviluppo ed è più comune nelle popolazioni sotto stress e può quindi essere informativa sulla qualità delle condizioni in cui viveva un dinosauro.

## Paleoecologia

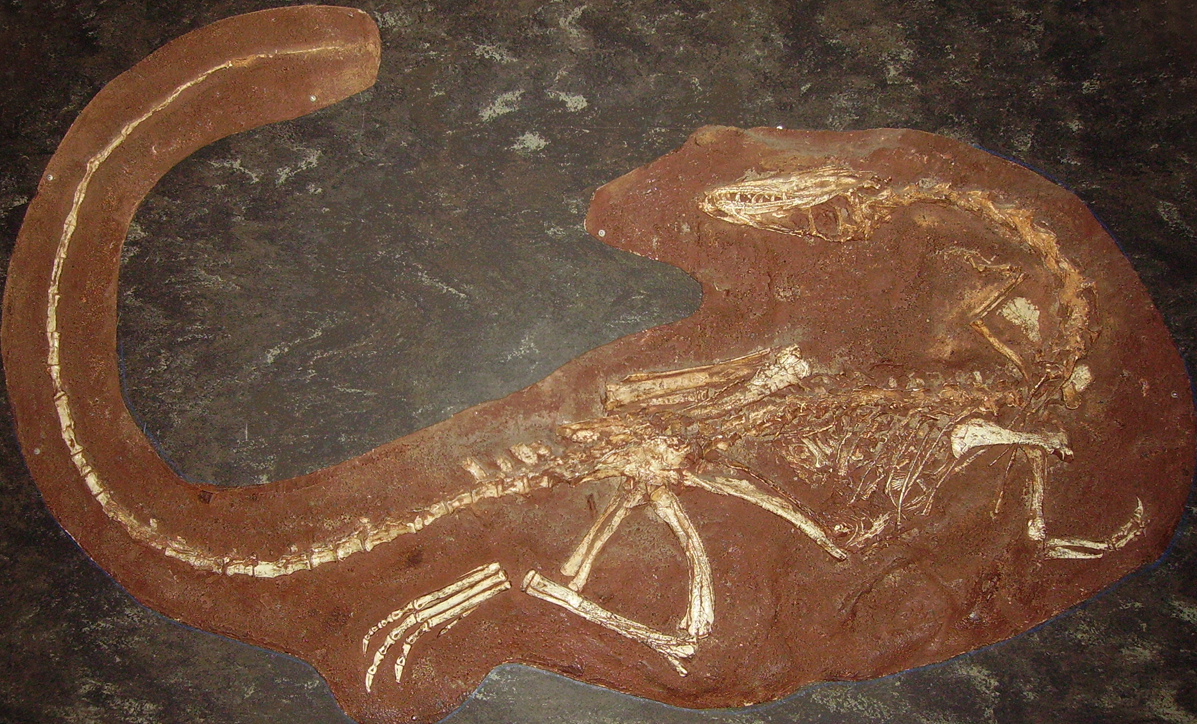
Scheletro di Coelophysis ritrovato a Ghost Ranch.

Esemplari di Coelophysis sono stati ritrovati e recuperati dalla Formazione Chinle del Nuovo Messico e dell'Arizona, più notoriamente presso la cava di Ghost Ranch (Whitaker), nel membro Rock Point tra le altre cave nel membro sottostante della Foresta Pietrificata, i cui sedimenti sono stati datati a circa 212 milioni di anni fa, che li rendono parte della fase del Norico medio del Triassico superiore.
C. rhodesiensis è stato rinvenuto nella Formazione Elliott superiore nelle province del Capo e dello Stato Libero del Sudafrica, nonché nella cava del letto d'ossa del fiume Chitake presso la Formazione Forest Sandstone nello Zimbabwe.
Ghost Ranch si trovava vicino all'equatore oltre 200 milioni di anni fa e aveva un clima caldo, quasi monsonico, con forti precipitazioni stagionali. Hayden Quarry, un nuovo sito di scavo a Ghost Ranch, nel Nuovo Messico, ha portato alla luce una collezione diversificata di materiale fossile che includeva le prime prove di dinosauri e dinosauromorfi dello stesso periodo. La scoperta indica che i due gruppi vivevano insieme durante il primo periodo del Triassico, circa 235 milioni di anni fa.
Therrien e Fastovsky (2001) hanno esaminato il paleoambiente di Coelophysis e altri primi teropodi del Petrified Forest National Park in Arizona, e hanno determinato che questo genere viveva in un ambiente costituito da pianure alluvionali contrassegnate da stagioni secche e umide distinte. C'era una grande competizione durante i periodi più secchi, quando gli animali lottavano per l'acqua nei letti dei fiumi che si stavano prosciugando.
Nelle sezioni superiori della Formazione Chinle dove è stato ritrovato Coelophysis, i dinosauri erano più rari e finora sono noti solo Chindesaurus e Daemonosaurus. La fauna terrestre è invece dominata da altri rettili come il rincocefalo Whitakersaurus; lo pseudosucho Revueltosaurus; gli aetosauri Desmatosuchus, Typothorax e Heliocanthus; il crocodilomorfo Hesperosuchus; i "rauisuchi" Shuvosaurus, Effigia e Vivaron; insieme ad altri componenti rari come il dinosauriforme Eucoelophysis, e l'amniote Kraterokheirodon. Nei corsi d'acqua troviamo il fitosauro Machaeroprosopus; l'arcosauromorfo Vancleavea; gli anfibi Apachesaurus e Koskinonodon; e i pesci Reticulodus, Arganodus e Lasalichthyes.
Si pensa che la Formazione Elliot superiore sia stata un'antica pianura alluvionale. I fossili dei prosauropodi Massospondylus e Ignavusaurus sono stati recuperati dalla Formazione di Elliot superiore, che vanta la fauna più diversificata al mondo di dinosauri ornitischi del primo Giurassico, tra cui Abrictosaurus, Fabrosaurus, Heterodontosaurus e Lesothosaurus, tra gli altri. La Formazione Forest Sandstone era il paleoambiente di coccodrilli protosuchidi, sfenodonti, il dinosauro Massospondylus e resti indeterminati di un altro prosauropode. Paul (1988) ha notato che Megapnosaurus rhodesiensis viveva tra le dune del deserto e le oasi e cacciava giovani prosauropodi.

### Tafonomia
La moltitudine di esemplari depositatisi così vicini gli uni agli altri a Ghost Ranch fu probabilmente il risultato di un'inondazione improvvisa, che spazzò via un gran numero di Coelophysis e li seppellì rapidamente e contemporaneamente. In effetti, sembra che tali inondazioni fossero all'ordine del giorno durante questo periodo della storia della Terra e, in effetti, la foresta pietrificata della vicina Arizona è il risultato di un blocco di tronchi d'albero conservato che sono stati trascinati via da una di queste inondazioni. La cava Whitaker a Ghost Ranch è considerata un sito monotassico perché presenta più individui di un singolo taxon. La qualità della conservazione e la gamma ontogenica (età) dei campioni hanno contribuito a rendere Coelophysis uno dei più noti di tutti i generi di dinosauro.
I 30 esemplari di C. rhodesiensis ritrovati insieme nello Zimbabwe sono probabilmente anch'essi il risultato di un'alluvione improvvisa, che ha spazzato via un gran numero di Coelophysis e seppellito rapidamente e contemporaneamente i loro corpi.

## Icnologia

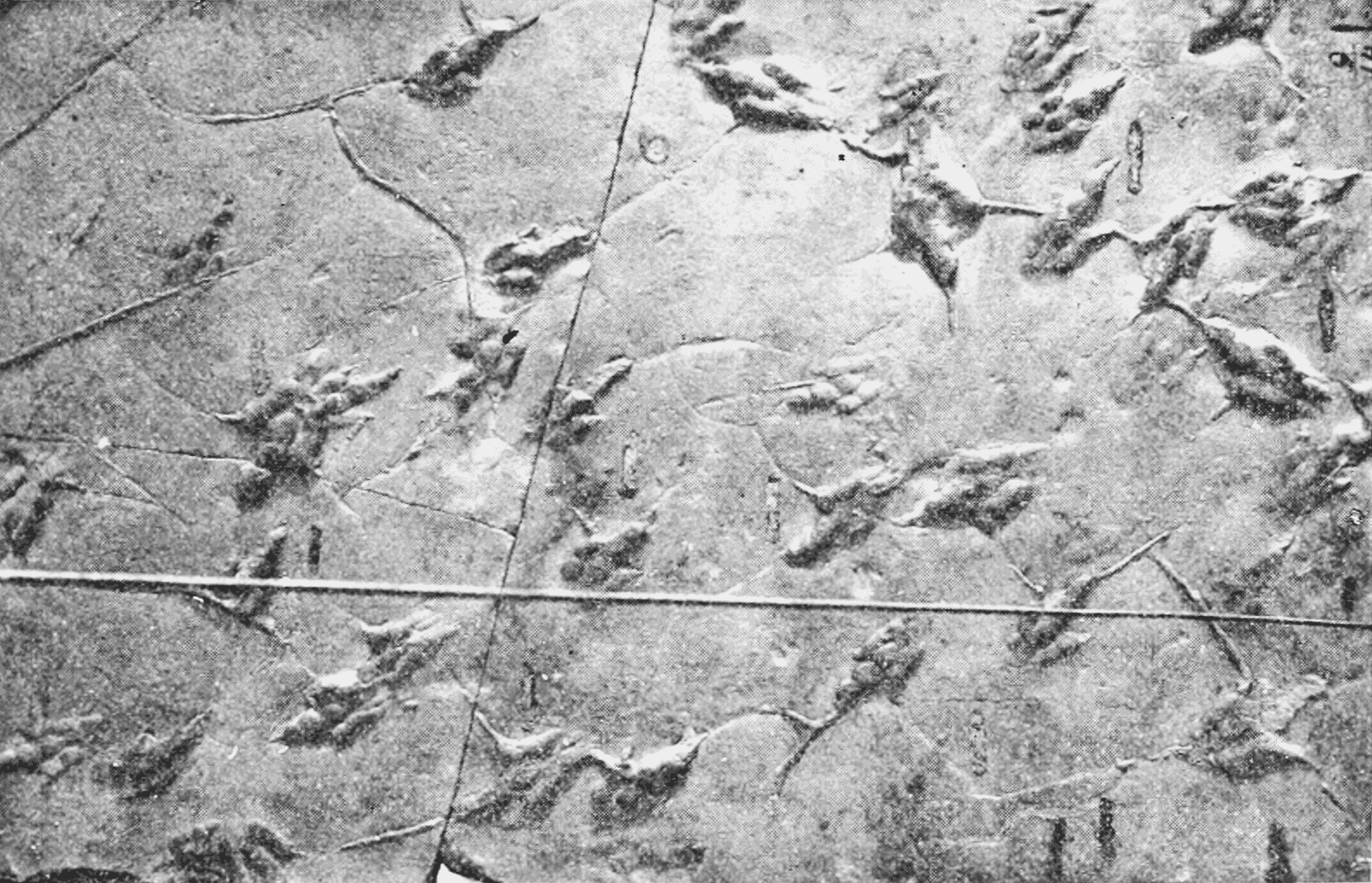
Grallator da Middletown, Connecticut

Edwin H. Colbert suggerì che le impronte di teropodi riferite all'icnogenere Grallator, rinvenute nella valle del fiume Connecticut attraverso il Connecticut e il Massachusetts, potrebbero appartenere a Coelophysis. Le impronte provengono dal Supergruppo di Newark datato dal Triassico superiore all'inizio del Giurassico. Le impronte mostrano chiaramente le dita II III e IV ma non I o V. Questa condizione è strana per le impronte della loro età. Si presumeva che queste dita fossero tozze e vestigiali, non toccando il suolo quando il dinosauro camminava o correva. Per questo è stato ipotizzato che appartenessero in realtà ad un saurischiano primitivo non identificato simile a Coelophysis da David B. Weishampel e L. Young. Nella valle sono stati trovati anche resti scheletrici simili a Coelophysis, a sostegno dell'idea che una specie simile a Coelophysis possa aver lasciato queste impronte.

## Significato culturale
Coelophysis è stato il secondo dinosauro nello spazio, dopo Maiasaura (STS-51-F). Un cranio di Coelophysis del Carnegie Natural History Museum era a bordo della Space Shuttle Endeavour missione STS-89 quando ha lasciato l'atmosfera il 22 gennaio 1998. È stato anche preso sulla stazione spaziale Mir, prima di essere riportato sulla Terra.
Essendo stato nominato più di 100 anni fa, Coelophysis è uno dei dinosauri più conosciuti in letteratura. È stato designato come fossile ufficiale dello stato del Nuovo Messico nel 1981 ed è ora il logo del New Mexico Museum of Natural History.